# Burdeos
Burdeos (en francés: Bordeaux, pronunciado /bɔʁˈdo/; en occitano: Bordèu, pronunciado [buɾˈðɛw]) es una ciudad portuaria del suroeste de Francia, capital de la región de Nueva Aquitania y la prefectura del departamento de Gironda. Con una población de 260 958 habitantes en la ciudad y 814 049 habitantes (2019) en su conurbación, es la quinta más importante de Francia tras París, Marsella, Lyon y Lille. Su área metropolitana, llamada en francés aire urbaine de Bordeaux, cuenta con 1 363 711 habitantes (2019)
Burdeos es a menudo llamada «la perla de Aquitania», pero todavía arrastra el apodo de «La Bella Durmiente», en referencia a su centro histórico y sus monumentos que antes no estaban suficientemente resaltados. Sin embargo, Burdeos está "despierta" desde hace varios años, y en junio de 2007, una parte de la ciudad, Puerto de la Luna, fue registrada como Patrimonio Mundial de la Humanidad por la Unesco por el conjunto urbano excepcional que representa.
La ciudad es conocida por sus viñedos, sobre todo desde el siglo XVIII, que fue una edad de oro. Antigua capital de Guyena, Burdeos es parte de Gascuña y está situada en el borde de las Landas de Gascuña. En 1957, Burdeos recibió el Premio de Europa junto con Turín.

## Geografía

### Situación

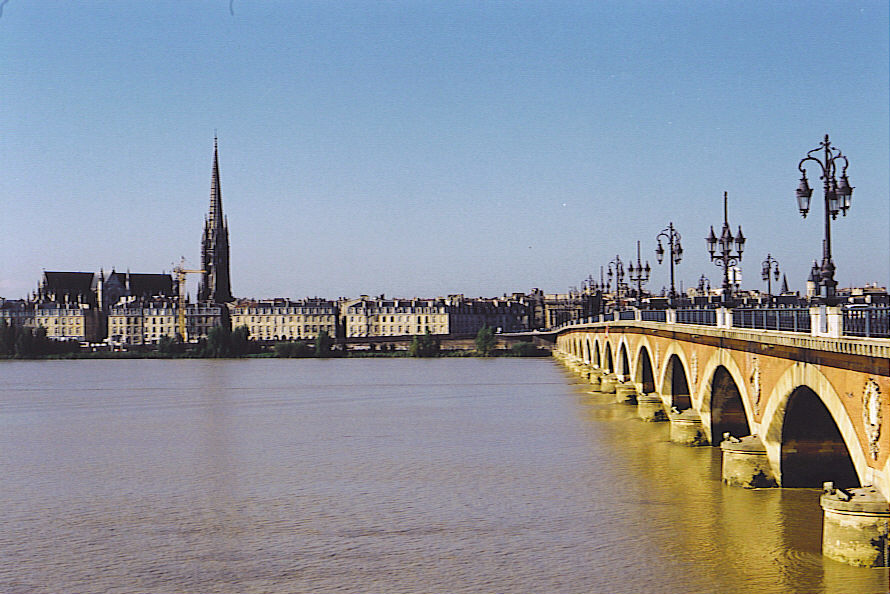
El Garona a su paso por Burdeos

Burdeos está situada cerca de la costa atlántica, en el suroeste de Francia. En línea recta dista 500 km de París, 172 km de Pau, 220 km de Toulouse, 170 km de Biarritz y 200 km de San Sebastián.
La ciudad es atravesada por el río Garona. Es un puerto accesible para grandes buques, aunque actualmente la mayor parte se detiene aguas abajo, hacia la desembocadura. En Burdeos está situado el último puente sobre el Garona, el puente de Aquitania; más allá el río y su estuario sólo es posible atravesarlos en ferry.
La aglomeración urbana crece a un ritmo rápido, lo que se refleja en una fuerte expansión especialmente hacia el oeste. Esta expansión está relacionada con el hecho de que los edificios en Burdeos rara vez superan los dos o tres niveles, incluso cerca del centro.

### Clima[6]
| Parámetros climáticos promedio de Burdeos (Aeropuerto de Burdeos-Mérignac), normales 1991–2020, extremos 1920–presente | Parámetros climáticos promedio de Burdeos (Aeropuerto de Burdeos-Mérignac), normales 1991–2020, extremos 1920–presente | Parámetros climáticos promedio de Burdeos (Aeropuerto de Burdeos-Mérignac), normales 1991–2020, extremos 1920–presente | Parámetros climáticos promedio de Burdeos (Aeropuerto de Burdeos-Mérignac), normales 1991–2020, extremos 1920–presente | Parámetros climáticos promedio de Burdeos (Aeropuerto de Burdeos-Mérignac), normales 1991–2020, extremos 1920–presente | Parámetros climáticos promedio de Burdeos (Aeropuerto de Burdeos-Mérignac), normales 1991–2020, extremos 1920–presente | Parámetros climáticos promedio de Burdeos (Aeropuerto de Burdeos-Mérignac), normales 1991–2020, extremos 1920–presente | Parámetros climáticos promedio de Burdeos (Aeropuerto de Burdeos-Mérignac), normales 1991–2020, extremos 1920–presente | Parámetros climáticos promedio de Burdeos (Aeropuerto de Burdeos-Mérignac), normales 1991–2020, extremos 1920–presente | Parámetros climáticos promedio de Burdeos (Aeropuerto de Burdeos-Mérignac), normales 1991–2020, extremos 1920–presente | Parámetros climáticos promedio de Burdeos (Aeropuerto de Burdeos-Mérignac), normales 1991–2020, extremos 1920–presente | Parámetros climáticos promedio de Burdeos (Aeropuerto de Burdeos-Mérignac), normales 1991–2020, extremos 1920–presente | Parámetros climáticos promedio de Burdeos (Aeropuerto de Burdeos-Mérignac), normales 1991–2020, extremos 1920–presente | Parámetros climáticos promedio de Burdeos (Aeropuerto de Burdeos-Mérignac), normales 1991–2020, extremos 1920–presente |
| Mes | Ene. | Feb. | Mar. | Abr. | May. | Jun. | Jul. | Ago. | Sep. | Oct. | Nov. | Dic. | Anual |
| --- | --- | --- | --- | --- | --- | --- | --- | --- | --- | --- | --- | --- | --- |
| Temp. máx. abs. (°C)                                                                                                   | 20.8 | 26.2 | 27.7 | 31.1 | 35.4 | 40.5 | 41.2 | 40.7 | 37.0 | 32.2 | 26.7 | 22.5 | 41.2 |
| Temp. máx. media (°C)                                                                                                  | 10.5 | 12.0 | 15.5 | 18.0 | 21.7 | 25.0 | 27.1 | 27.6 | 24.2 | 19.6 | 14.1 | 11.0 | 18.9 |
| Temp. media (°C) | 7.1 | 7.8 | 10.7 | 13.0 | 16.6 | 19.8 | 21.7 | 21.9 | 18.8 | 15.2 | 10.4 | 7.7 | 14.2 |
| Temp. mín. media (°C)                                                                                                  | 3.7 | 3.6 | 5.8 | 8.0 | 11.4 | 14.6 | 16.2 | 16.3 | 13.3 | 10.7 | 6.7 | 4.4 | 9.6 |
| Temp. mín. abs. (°C)                                                                                                   | -16.4 | -14.8 | -9.9 | -5.3 | -1.8 | 2.5 | 5.2 | 4.7 | -1.8 | -5.3 | -7.3 | -13.4 | -16.4 |
| Precipitación total (mm)                                                                                               | 86.9 | 66.9 | 63.3 | 75.6 | 71.1 | 70.4 | 48.6 | 56.7 | 81.2 | 83.3 | 114.5 | 106.4 | 924.9 |
| Días de precipitaciones (≥ 1.0 mm)                                                                                     | 12.2 | 10.1 | 10.7 | 11.2 | 10.0 | 8.3 | 7.1 | 7.0 | 9.3 | 10.7 | 13.3 | 12.7 | 122.5 |
| Horas de sol | 89.8 | 117.4 | 170.2 | 186.0 | 220.8 | 237.7 | 256.0 | 248.8 | 208.8 | 150.3 | 100.0 | 84.1 | 2069.8 |
| Fuente: Meteo France                                                                                                   | | | | | | | | | | | | | |

## Toponimia y etimología
El nombre de la localidad fue registrado por primera vez con la forma Burdigala en el siglo I. Seguidamente el topónimo es mencionado en el Medioevo como Burdegale bajo distintas formas; ciertas monedas antiguas muestran los nombres Burdeghla y Burdiale. Una forma occitana, Bordelh, aparece en el tercer sirventés de Bertran de Born D'un sirventes no m qual far longo ganda (« Sai de Bordelh, ni dels Cascos part landa »), y la forma latina Burdellum, en una carta de 1147 al abad Suger. Las primeras formas gasconas son Bordèu, registrada en 1280, y Bordel. Como en las zonas rurales de Gascuña Bordèu se pronunciaba Burdéu surgió su variante escrita francofonizada en Bourdeu. El nombre francés viene de una francisación del occitano Bordèu en Bourdeaux y posteriormente Bordeaux por analogía con el antiguo plural de Bordel «casa pequeña» lo que explica los otros nombres de lugar del tipo Bordeaux, Bourdeaux.
Durante el período de la Convención Nacional (1792-1795), la comuna llevó el nombre revolucionario de Comuna Franklin, en honor a Benjamin Franklin.
En el pasado se propusieron muchas etimologías fantasiosas para la antigua Burdigala. Por ejemplo: Burgos Gallos (burgo galo), por Isidoro de Sevilla o, en 1695, en el Mercure de France: «la bourde (tabla y -por extensión probablemente- empalizada) y jalle (suerte de cuba, usada en especial durante las vendimias)». En sus Recherches sur la ville de Bordeaux, el abad Baurein se basó en las supuestas raíces celtas, burg (la ciudad) y cal (el puerto). El origen de Burdigala podría quizás más probablemente estar en dos raíces aquitanas: *burd- y *gala que significan respectivamente «barroso » y «caleta», siendo *Burd- y *Gala ambos pre-latinos. Así, según Michel Morvan, el significado primitivo de Burdigala sería «abrigo en los pantanos».

## Historia

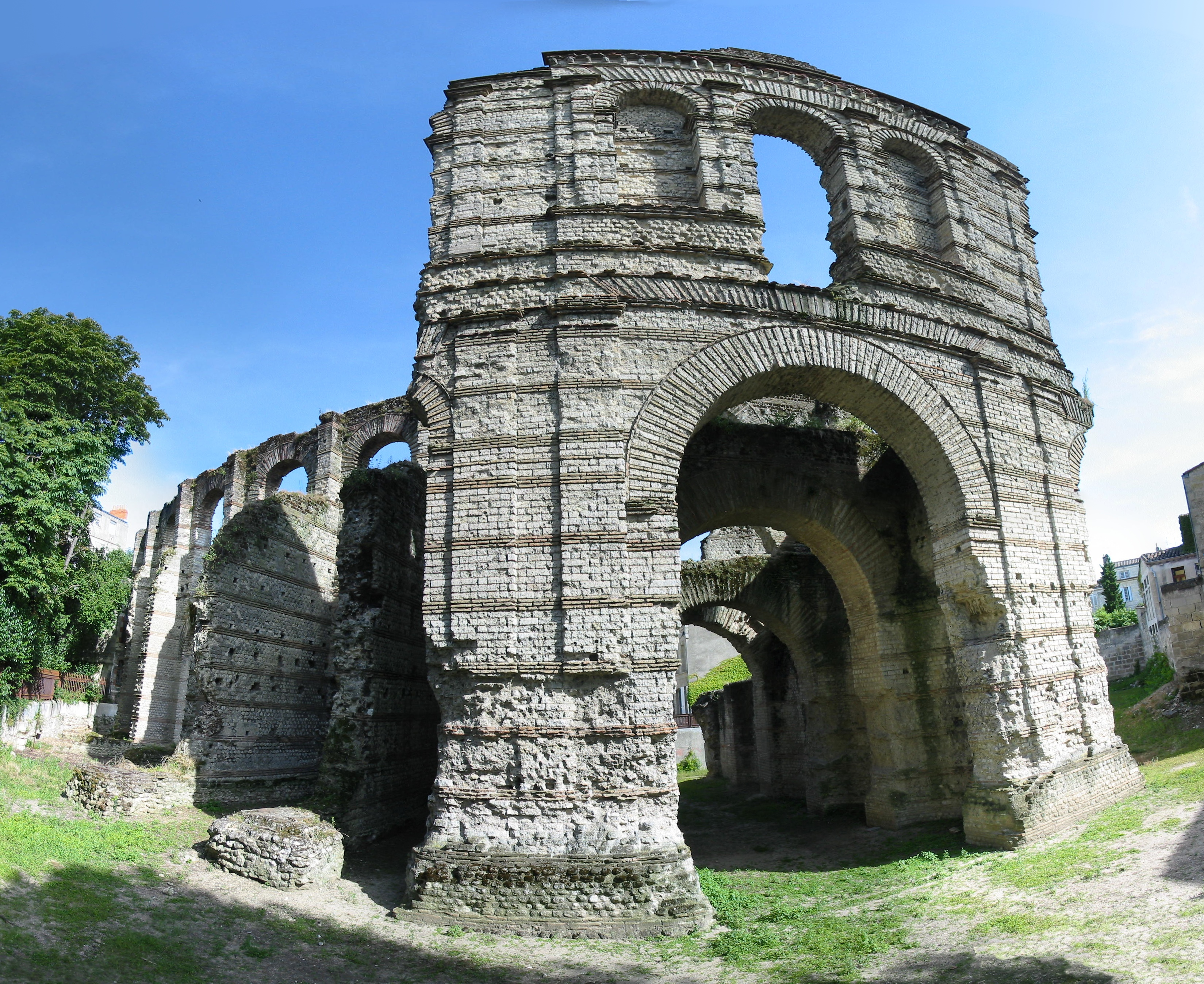
Anfiteatro romano Palais Gallien

Hace 30 000 y 20 000 años, la zona de Burdeos estaba habitada por neandertales, cuyos restos se han encontrado en la cueva Pair-non-Pair, cerca de Bourg-sur-Gironde, al norte de la ciudad. Burdeos fue fundada con el nombre de Burdigala en el siglo III a. C. por los Bituriges Vivisques, una tribu gala de la región de Bourges. El primer emplazamiento estuvo situado en la desembocadura del Devèze, un afluente del Garona.
La ciudad cayó bajo el dominio romano en torno al 60 a. C., y su importancia estuvo ligada al comercio del plomo y del estaño hacia Roma. Más tarde se convirtió en capital de la Galia Aquitania, y floreció especialmente bajo la Dinastía Severa (siglo III). En 276 fue saqueada por los vándalos, y posteriormente fue atacada de nuevo por ellos en el 409, por los visigodos en 414 y los francos en 498, un que comenzó un período de oscuridad para la ciudad.
A finales del siglo VI, la ciudad volvió a surgir como sede de un condado y una arquidiócesis en el reino de los francos Merovingios. La ciudad cayó en el olvido cuando el poder real se desvaneció en el sur de la Galia en el siglo VII. Burdeos fue saqueada por las tropas de Abd er-Rahman en el año 732, después de haber derrotado al duque Eudes de Aquitania; Abd er-Rahman fue derrotado y muerto durante la Batalla de Poitiers el 10 de octubre de ese mismo año frente al ejército comandado por Carlos Martel.
Durante el dominio de los Carolingios, fueron nombrados una serie de condes de Burdeos, lo que sirvió para defender la desembocadura del Garona de los vikingos. Posteriormente, la ciudad fue heredada por los duques de Gascuña a finales del siglo X.

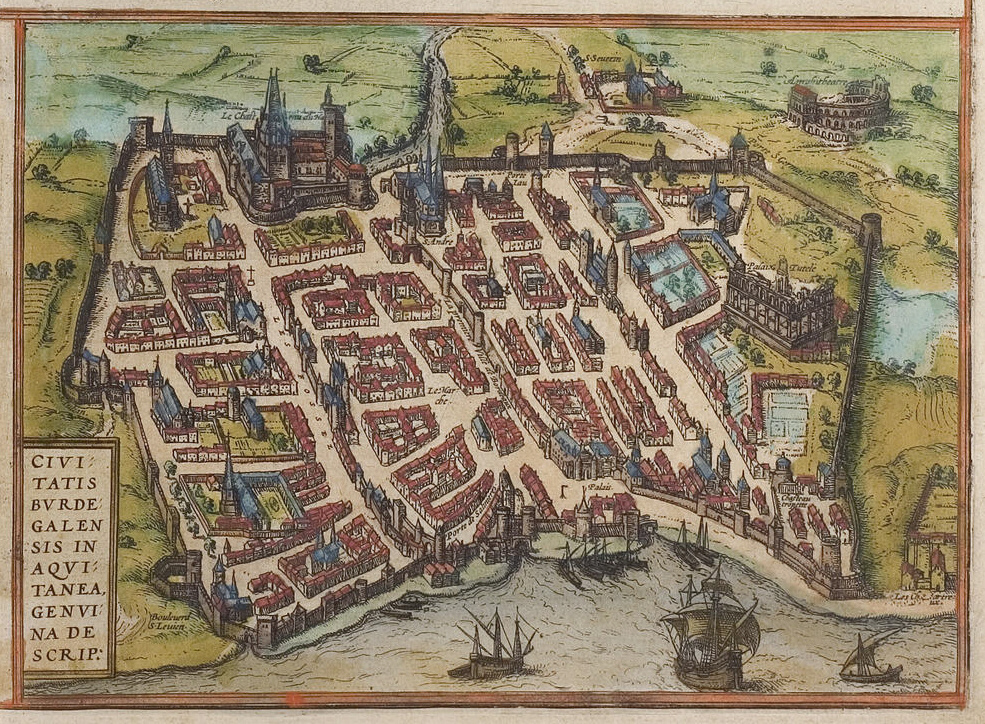
Burdeos en la segunda mitad del (Civitates orbis terrarum)

Desde el siglo XII hasta el siglo XV, Burdeos ganó importancia tras el matrimonio de la duquesa Leonor de Aquitania con el conde Enrique de Anjou, nacido en Le Mans, que se convirtió a los pocos meses de su boda en el rey Enrique II de Inglaterra. Durante ese período, la ciudad floreció principalmente debido al comercio del vino; fue en esos años cuando se edificó la catedral Saint André. Fue también la capital de un Estado independiente gobernado por Eduardo, el Príncipe Negro (1362-1372), pero finalmente, tras la batalla de Castillon (1453), fue anexada por el rey de Francia, que amplió así su territorio. El Château Trompette y el Fort du Hâ, construidos por Carlos VII de Francia, fueron símbolos de la nueva dominación que, sin embargo, privó a la ciudad de su riqueza, al detener el comercio del vino con Inglaterra.
En 1462, Burdeos obtuvo un parlamento propio, pero la ciudad no recobró importancia hasta el siglo XVIII. Burdeos se adhirió a la sublevación de la Fronda y se incorporó al Reino de Francia en 1653, cuando el ejército de Luis XIV entró en la ciudad.

Puerto de la Luna en 1759

El siglo XVIII fue la edad de oro de Burdeos. Su puerto llegó a ser el primero de Francia y el segundo del mundo, después de Londres, gracias principalmente al comercio de los bienes producidos por los esclavos en las colonias (azúcar, café, cacao…). También, la ciudad fue un importante puerto negrero, con 480 expediciones y a unos 150 000 africanos deportados. Asimismo, muchos bordeleses y aquitanos se establecieron en las colonias, esencialmente en Saint-Domingue (Haití). En esta « Perla de las Antillas », representaban el 40% de la población blanca, trabajaban en las grandes plantaciónes o las poseían. Por eso, la colonia tenía el sobrenombre del « Eldorado de los Aquitanos ».
Todas estas riquezas permitieron el desarrollo urbano de Burdeos y muchos edificios del centro (unos 5000), incluyendo los de los muelles, proceden de este período. Victor Hugo encontró la ciudad tan bella que una vez dijo: «Tome Versalles, añada Amberes y tendrá Burdeos». El barón Haussmann, durante largo tiempo prefecto de la ciudad, utilizó la reconstrucción del Burdeos del siglo XVIII como modelo cuando el emperador Napoleón III quiso transformar la entonces cuasi medieval París en una capital moderna.
Durante la Primera Guerra Mundial, al estar París amenazada por el ejército alemán, el gobierno francés se retiró a Burdeos, y en 1940, durante la Segunda Guerra Mundial, la ciudad volvería a acoger brevemente al gobierno del país. Entre 1940 y 1943 la Marina Real Italiana estableció BETASOM, una base para submarinos, desde la cual los submarinos italianos y los alemanes U-Boot participaron en la Batalla del Atlántico.

## Demografía
Según el Institut National de la Statistique et des Études Économiques, la ciudad de Burdeos con algo más de 241 287 habitantes, es la 9.ª ciudad de Francia y su área urbana, con aproximadamente un millón de habitantes, es la 6.ª mayor del país. Después de un rápido despoblamiento (284 494 habitantes en 1954, 208 159 habitantes en 1982) y de importantes trabajos de renovación de los barrios más antiguos, la población del centro de la ciudad comenzó a aumentar. Actualmente ha ganado más de 25 000 habitantes en 17 años y disfruta de un aumento sostenido de habitantes. En la actualidad la Comunidad urbana de Burdeos está formada por 27 municipios y tiene 714 727 habitantes.
| 104 676 | 91 652 | 92 219 | 89 202 | 99 062 | 98 705 | 104 686 | 125 520 | 130 927 | 149 928 | 162 750 | 194 241 | 194 055 | 215 140 | 221 305 | 240 582 | 252 415 | 256 906 |
| Para los censos de 1962 a 1999 la población legal corresponde a la población sin duplicidades (Fuente: INSEE [Consultar]) |        |        |        |        |        |         |         |         |         |         |         |         |         |         |         |         |         |

| 256 638 | 251 947 | 261 678 | 267 409 | 256 026 | 262 990 | 258 348 | 253 751 | 257 946 | 249 688 | 266 662 | 223 131 | 208 159 | 210 336 | 215 363 | 232 260 |
| Para los censos de 1962 a 1999 la población legal corresponde a la población sin duplicidades (Fuente: INSEE [Consultar]) |         |         |         |         |         |         |         |         |         |         |         |         |         |         |         |

## Lugares de interés

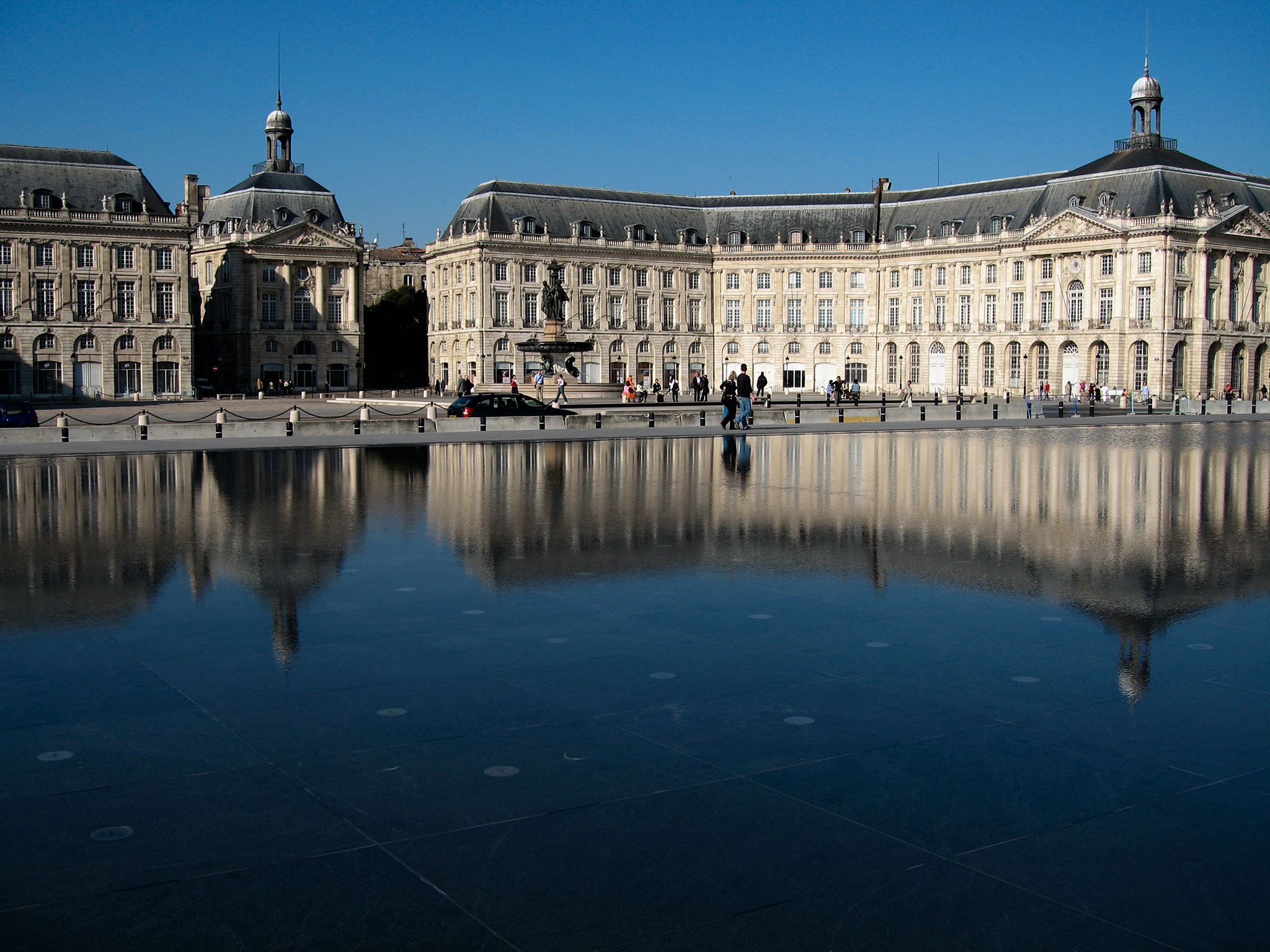
Vista de la Place de la Bourse reflejado en el miroir d'eau, la piscina reflectante más grande del mundo.

- El Puerto de la Luna de Burdeos fue declarado Patrimonio de la Humanidad por la Unesco en 2007. Según la Unesco:

El puerto de la Luna, ciudad portuaria de Burdeos en el suroeste de Francia, está inscrito como una ciudad histórica habitada, un conjunto urbano y arquitectónico sobresaliente, creado en la época de la Ilustración, cuyos valores se mantuvieron hasta la primera mitad del siglo XX, con más edificios protegidos que ninguna otra ciudad francesa excepto París. Se le reconoce igualmente por su papel histórico como lugar de intercambio de valores culturales durante más de dos milenios, particularmente desde el siglo XII debido a sus enlaces comerciales con Gran Bretaña y los Países Bajos. Los planes urbanos y conjuntos arquitectónicos de principios del siglo XVIII en adelante colocan a la ciudad como un ejemplo destacado de tendencias clásicas y neoclásicas innovadoras y le dan una excepcional unidad y coherencia urbana y arquitectónica. Su forma urbana representa el triunfo de los filósofos que deseaban hacer ciudades que fueran crisoles de humanismo, universalidad y cultura.

### Monumentos
- El Palais Gallien, vestigio del anfiteatro romano del siglo II.
- La catedral de San Andrés es el principal edificio religioso de la ciudad de Burdeos. Fue construida en el siglo XI, y consagrada el año 1096 por el papa Urbano II. De la construcción románica original del siglo XI no quedan más que los muros interiores de la nave principal. La catedral fue reconstruida entre el siglo XII y el XVI. La actual nave, de estilo angevino, data del siglo XII y fue modificada en el siglo XIII.
- Las puertas medievales: la Puerta Cailhau y la Campana grande (campanario cívico).
- La basílica de Saint-Michel, es el principal lugar de culto de la ciudad, fue construida entre los siglos XIV y XVI. Es de estilo gótico flamígero y posee un campanario en flecha de 114 metros de altura. Está considerada patrimonio mundial por la Unesco —bienes individuales incluidos en «Caminos de Santiago de Compostela en Francia», n.º ref. 868-029— y en su interior destaca un órgano del siglo XVIII. El campanario forma una estructura aparte del santuario y posee un carrillón con 22 campanas.
- La basílica de San Severino es una iglesia construida a partir del siglo XI, en la plaza de los Mártires de la Resistencia. Fue fundada en el siglo VI y fue elevada a basílica menor el 27 de junio de 1873. Es de origen románico, aunque ha sufrido muchos cambios, con una fachada del siglo XIX neorrománica.
- Abadía de la Santa Cruz.
- La iglesia Notre-Dame.
- La plaza de la Bolsa, antigua plaza Real, fue construida entre 1730 y 1755 por los arquitectos Gabriel (padre e hijo). Enmarcada por los muelles de fachadas uniformes, en forma de herradura, constituye un magnífico conjunto arquitectónico y una de las realizaciones más típicas de la época de Luis XV. En el centro está adornada por una fuente con las Tres-Gracias. La plaza está limitada al norte por el Palais de la Bourse, y al sur por el antiguo hôtel des Fermes.
- La plaza del Parlamento fue una antigua plaza del Mercado Real, hasta que los planes de embellecimiento de la ciudad la ampliaron y modificaron. Tiene una sencilla severidad y animados cafés y presenta algunos nobles edificios de cierta hermosura, en torno a una fuente neorrenacentista, de 1865.
- El Gran Teatro de Burdeos es considerado por muchos el más importante de toda Francia. Su construcción, que corrió a cargo de Victor Louis, empezó en el año 1773 y se terminó en el año 1780. Su arquitectura es una verdadera innovación en muchos aspectos, su inmenso pórtico está compuesto de doce columnas corintias, que realzan una fachada neoclásica de por sí imponente. En 1991, una restauración devolvió al Gran Teatro sus originales y vivos colores azul y dorado.
- El Palacio Rohan (Burdeos), sede del ayuntamiento.
- El Puente de piedra, construido en 1822.
- El Monumento a los Girondinos está ubicado en la Explanade des Quinconces. Se construyó a finales del siglo XIX, con una gran columna central y dos excelentes fuentes de bronce, dedicadas a la República y la Concordia. En lo alto de la columna central, aparece una alegoría de la libertad rompiendo las cadenas de la opresión.
- La Gran Sinagoga.
- El Barrio Lescure de estilo Art déco.
- Darwin ecosystema.
- La Base submarina.

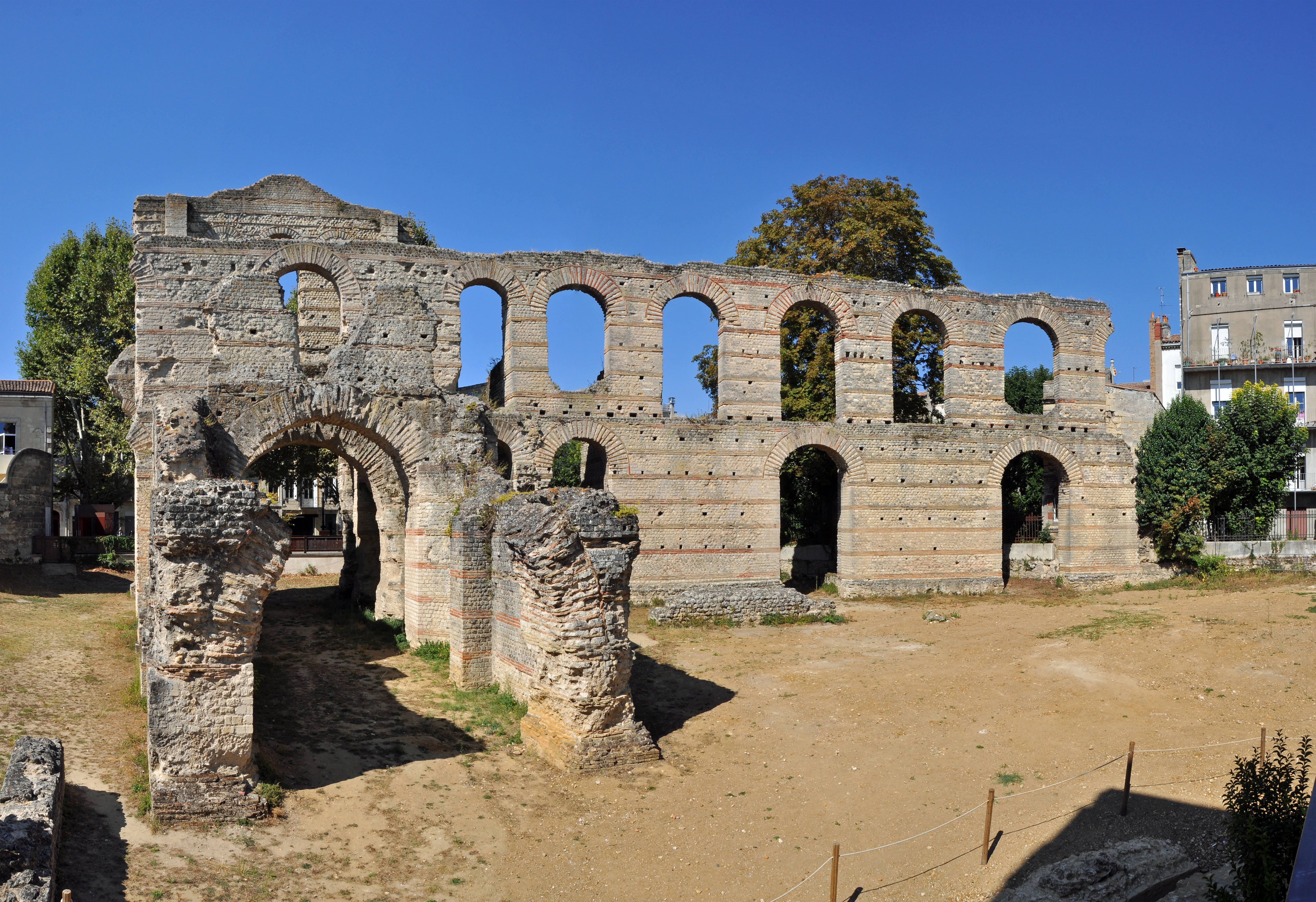
Vestigio del anfiteatro romano.
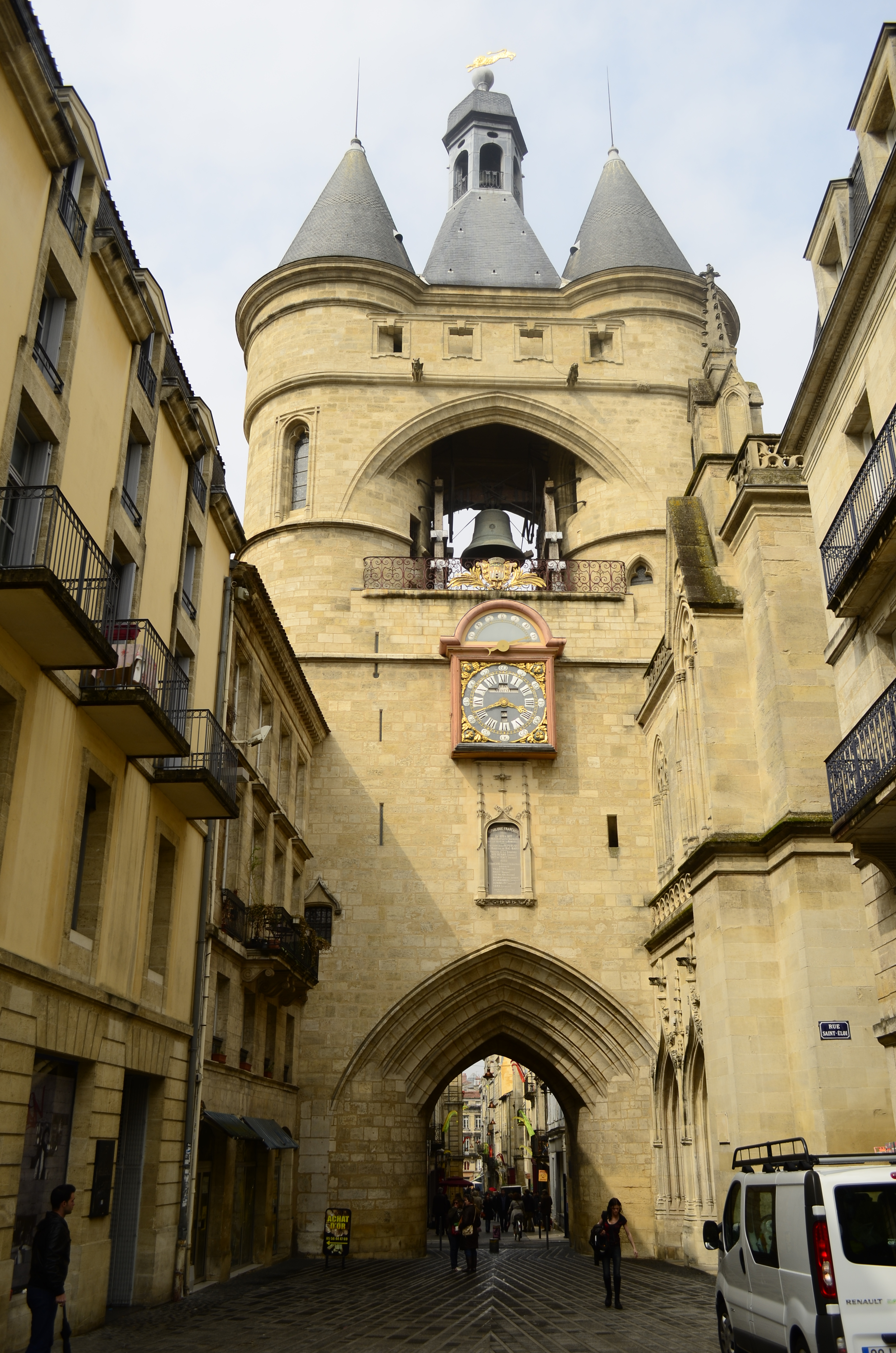
La Puerta de Santiago o Campana grande.
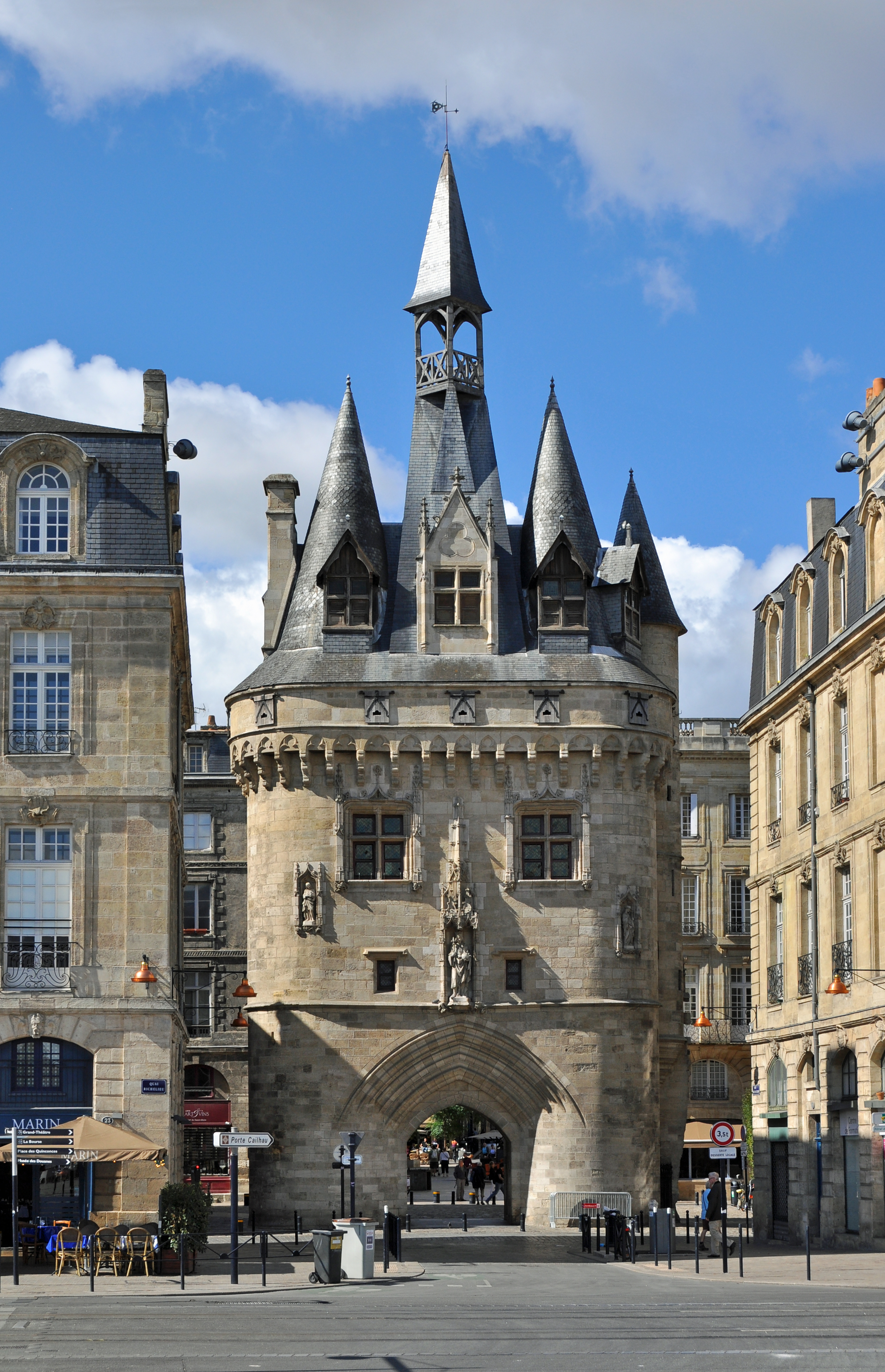
Puerta Cailhau.
Catedral de San Andrés
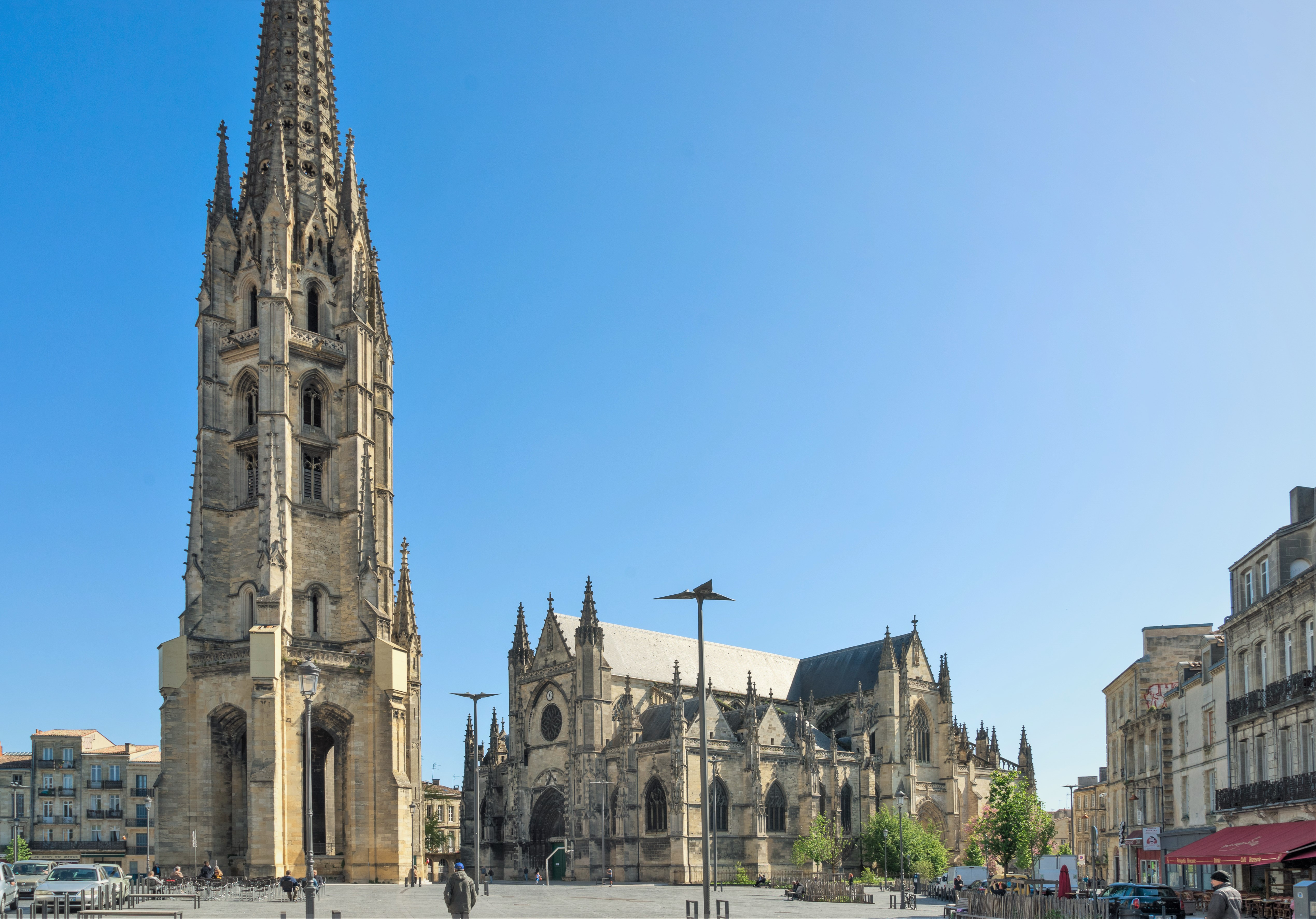
Basílica de Saint-Michel.
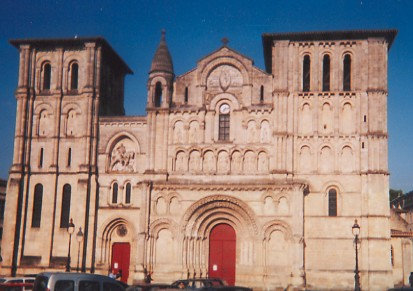
Abadía de la Santa Cruz
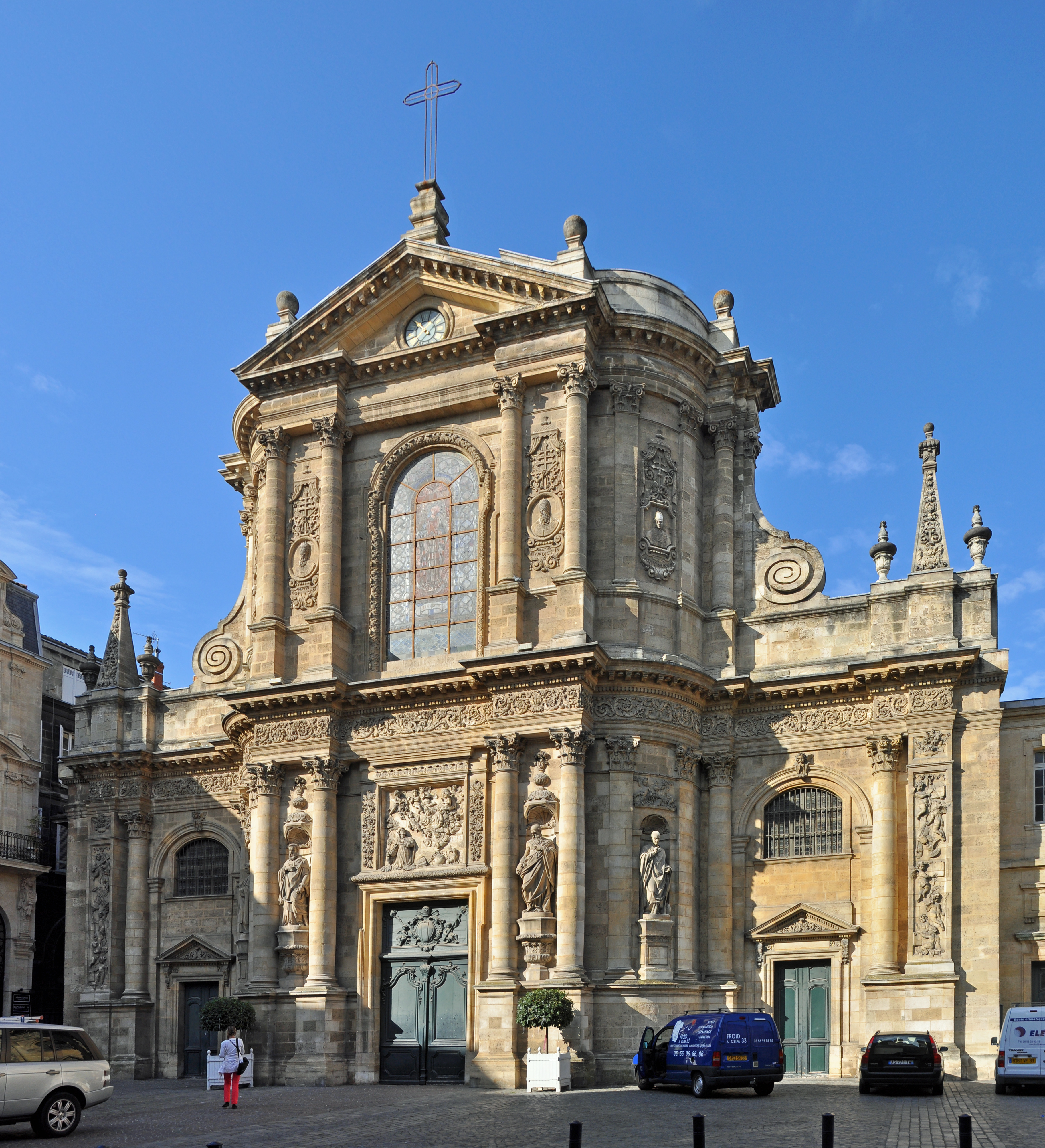
Iglesia Notre Dame.
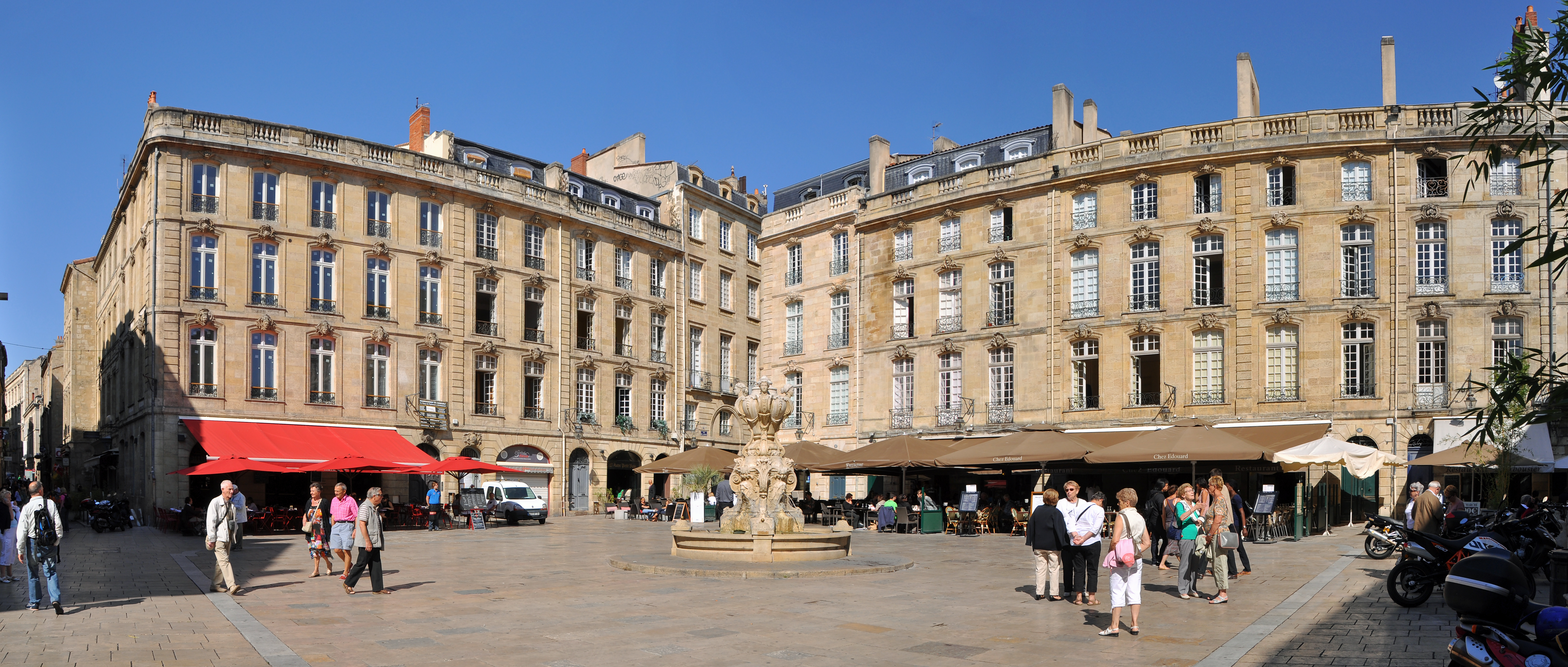
Plaza del Parlamento.
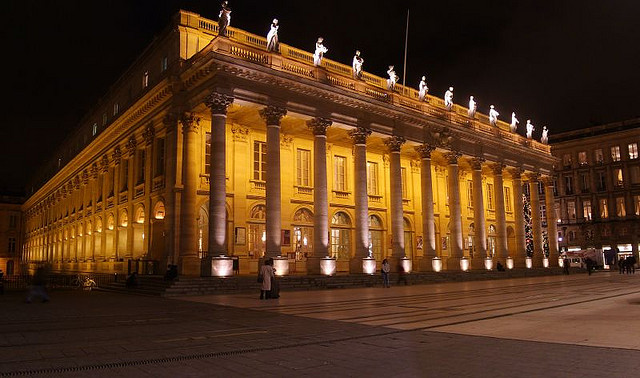
Gran Teatro.
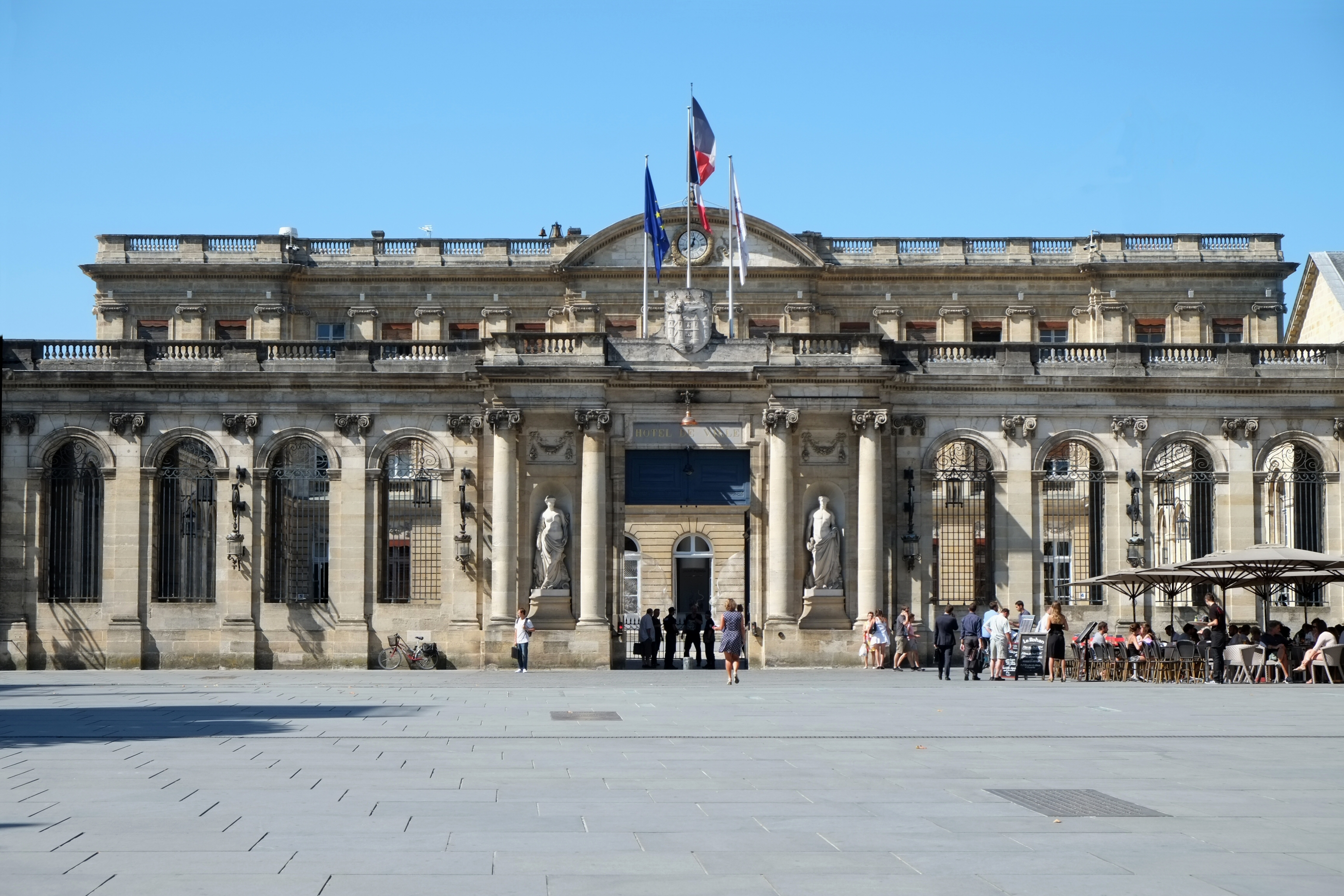
Palacio Rohan (ayuntamiento).
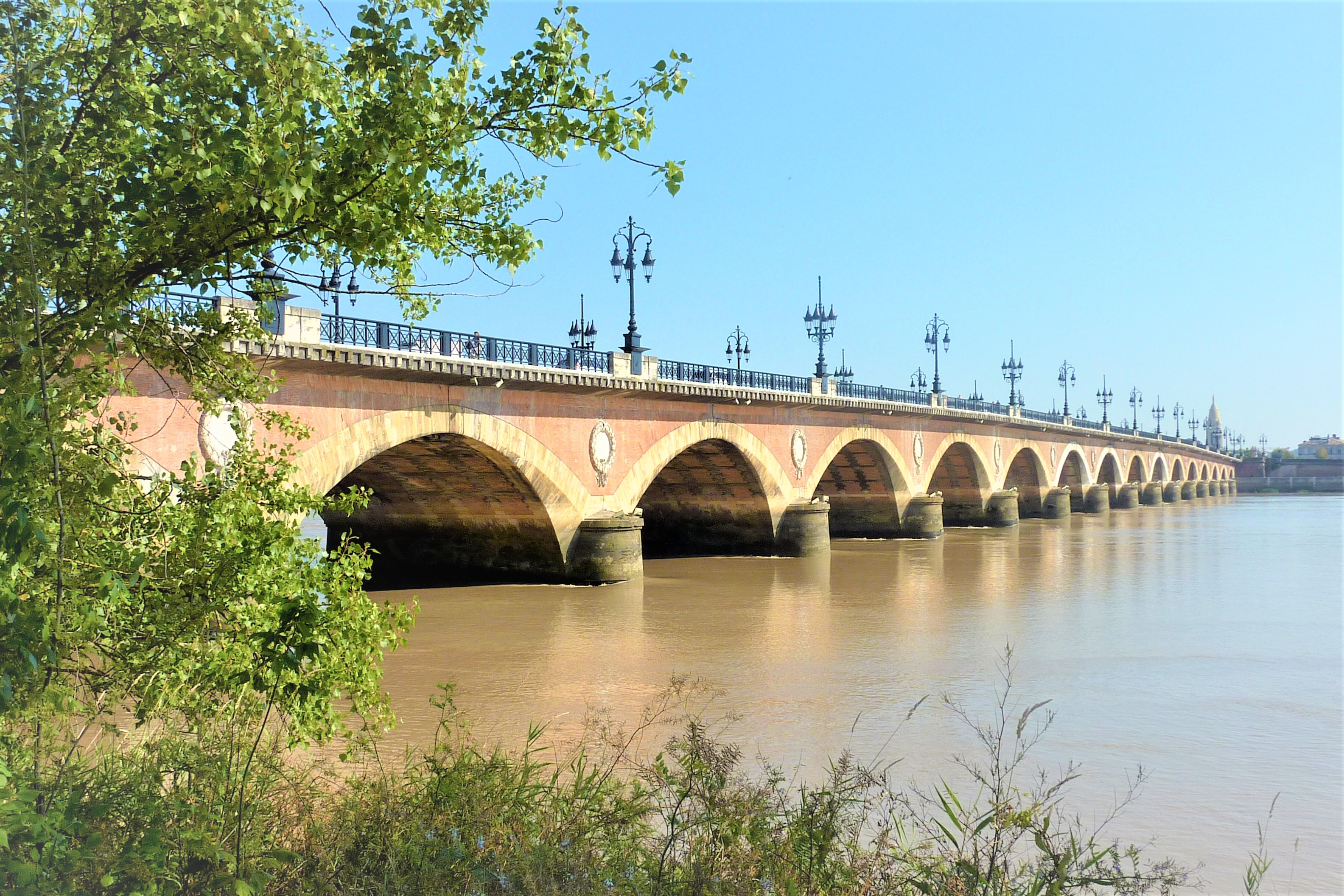
Puente de piedra.
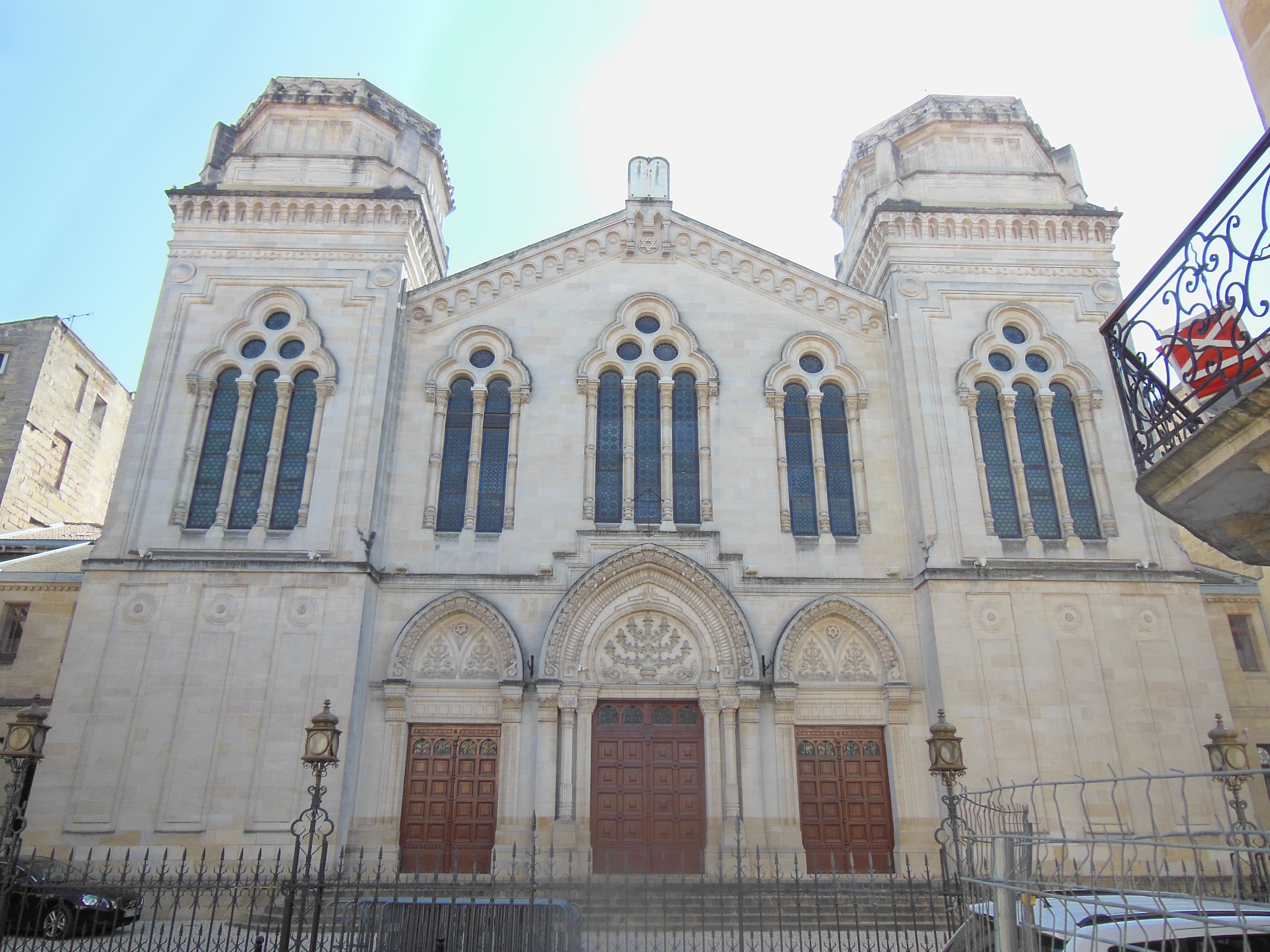
La Gran Sinagoga.
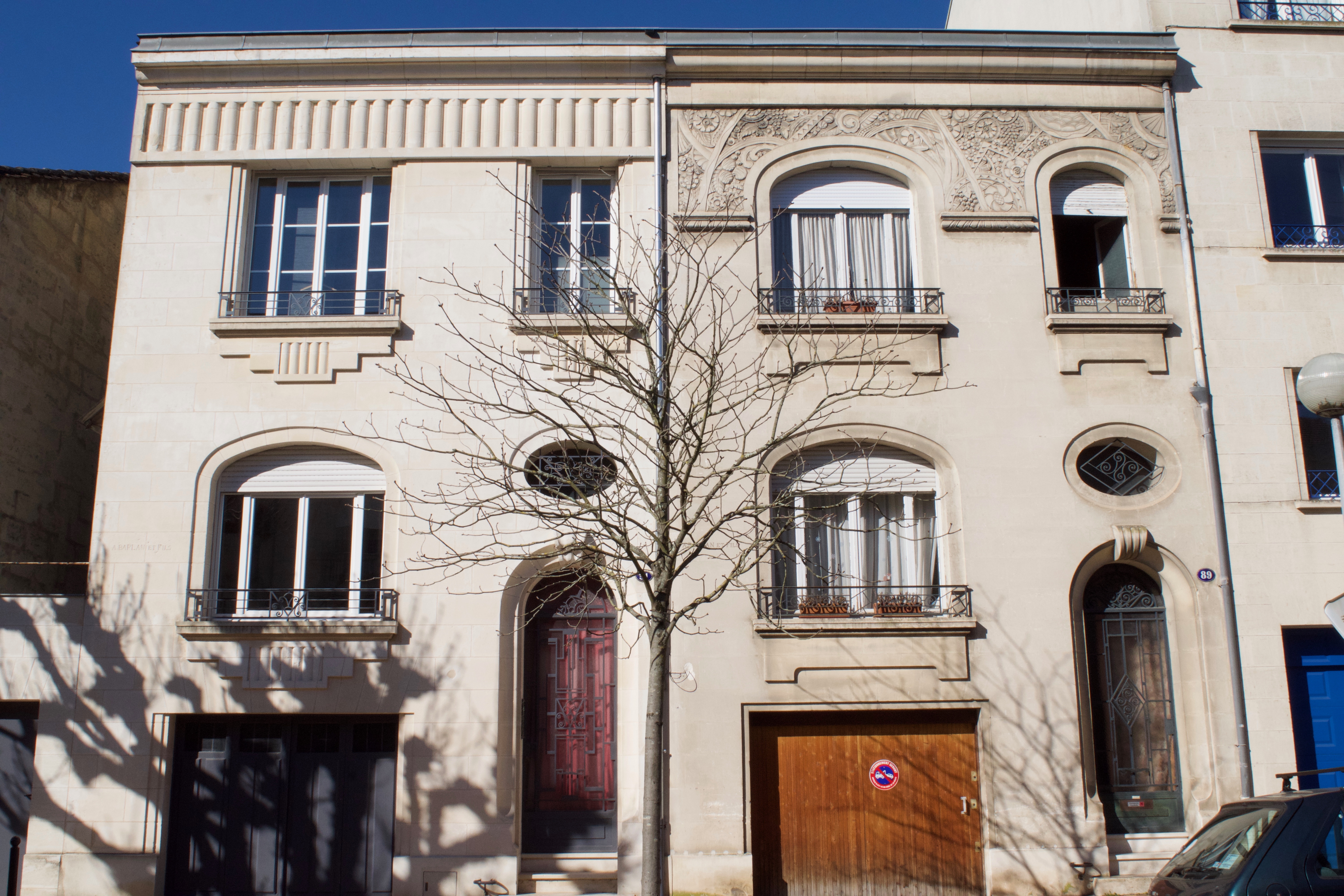
Fachadas del barrio Art déco
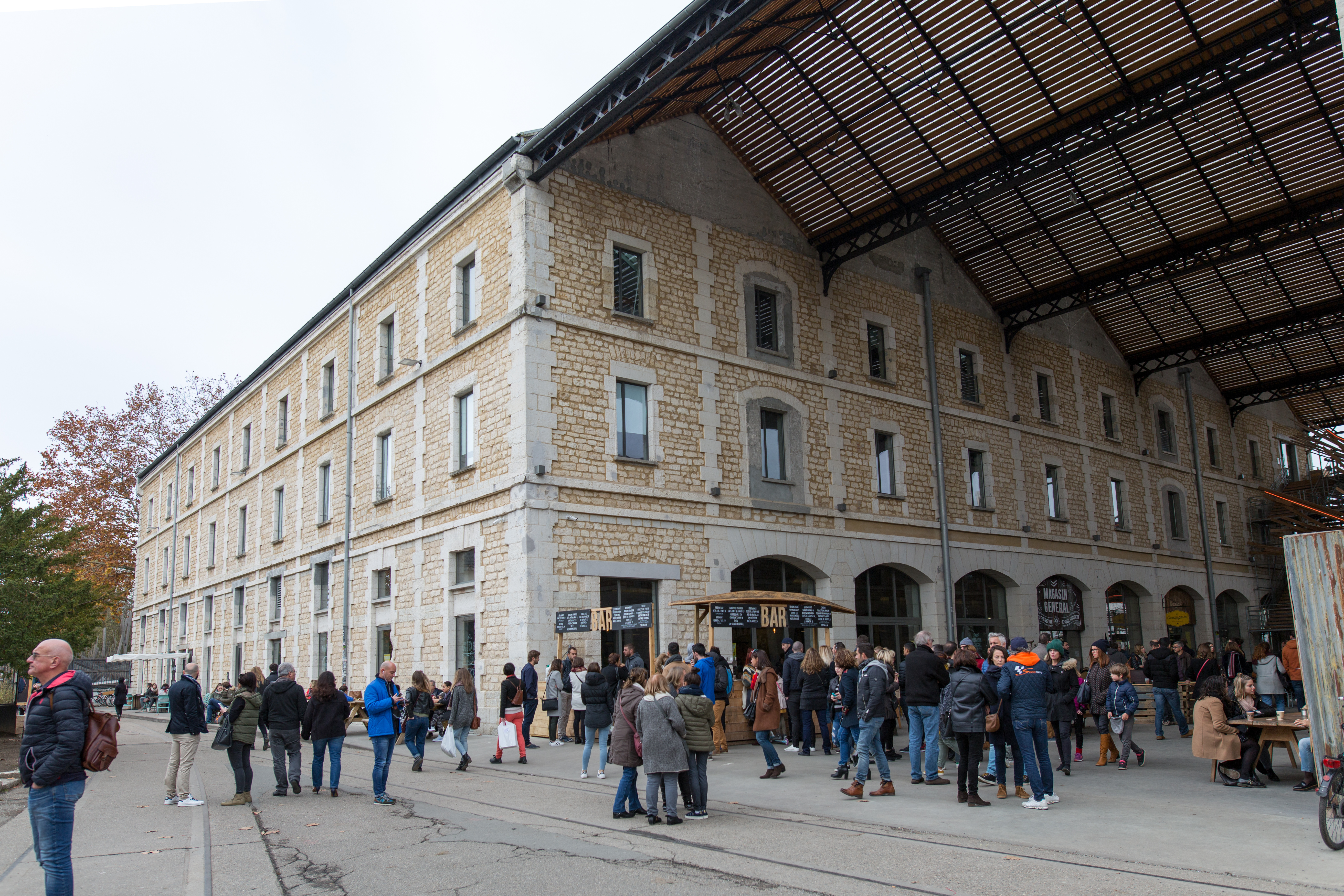
Darwin ecosystema.
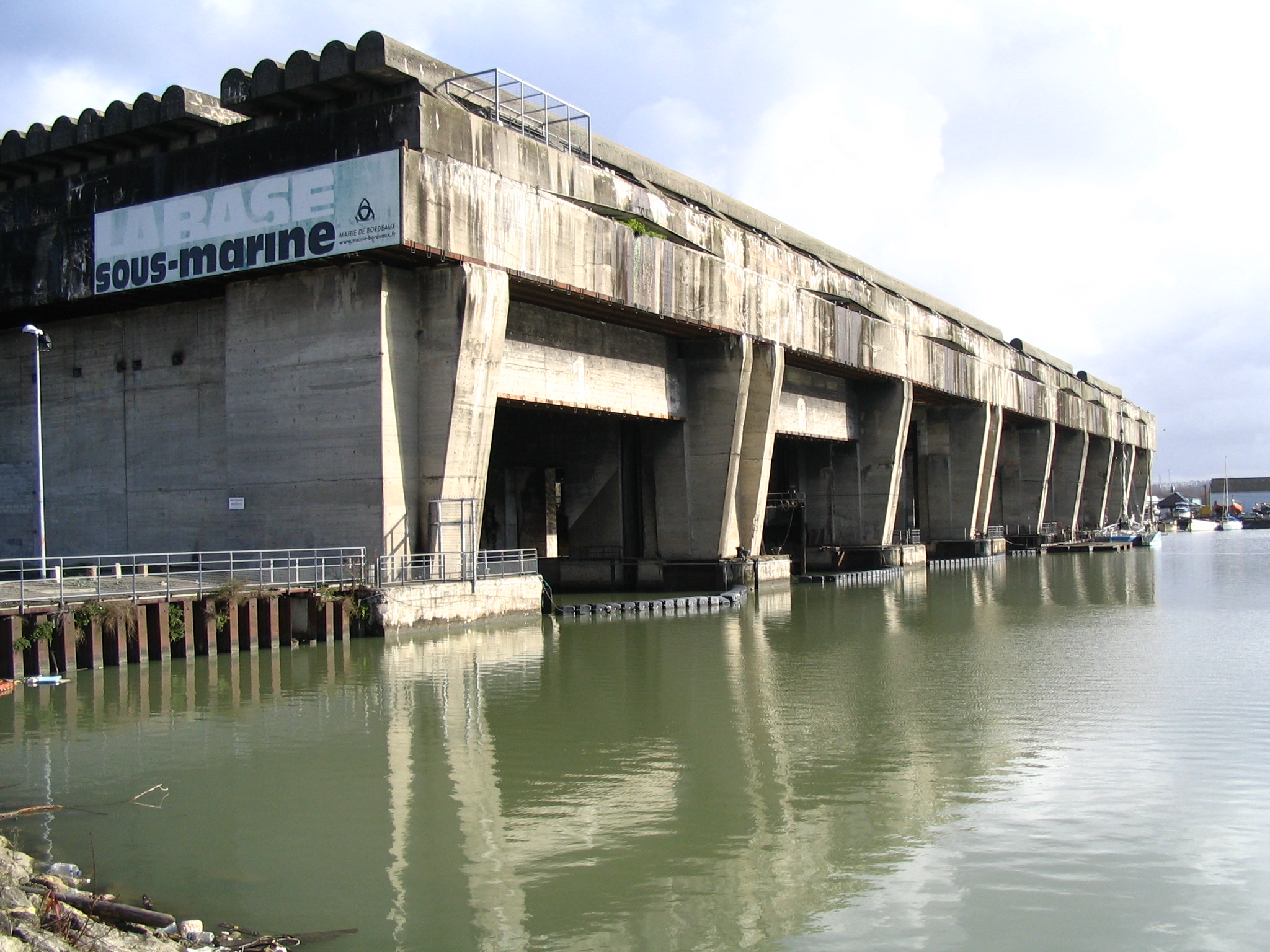
Base submarina

### Arquitectura contemporánea
- Cité Frugès, Pessac, barrio de viviendas, obra de Le Corbusier,1924-1926, patrimonio Unesco desde 2017
- El cuartel de bomberos, la Benauge, Claude Ferret/Adrien Courtois/Yves Salier, 1951–1954
- Barrio Mériadeck, 1960-70
- Tribunal civil, Richard Rogers, 1998
- CTBA, Polo de madera y construcción, A. Loisier, 1998
- Hangar 14, 1999
- El nuevo jardín botánico, Catherine Mosbach/Françoise Hélène Jourda/Pascal Convert, 2007
- La escuela Nuyens en el barrio de la Bastide, Yves Ballot/Nathalie Franck, 2007
- Hotel Seeko'o, King Kong arquitectos, 2007
- Matmut Atlantique stadium, Herzog & de Meuron, 2015
- Cité du Vin, XTU arquitectos, Anouk Legendre/Nicolas Desmazières, 2016
- MECA, Maison de l'Economie Créative et de la culture de la Région Nouvelle-Aquitaine, Bjarke Ingels, 2019

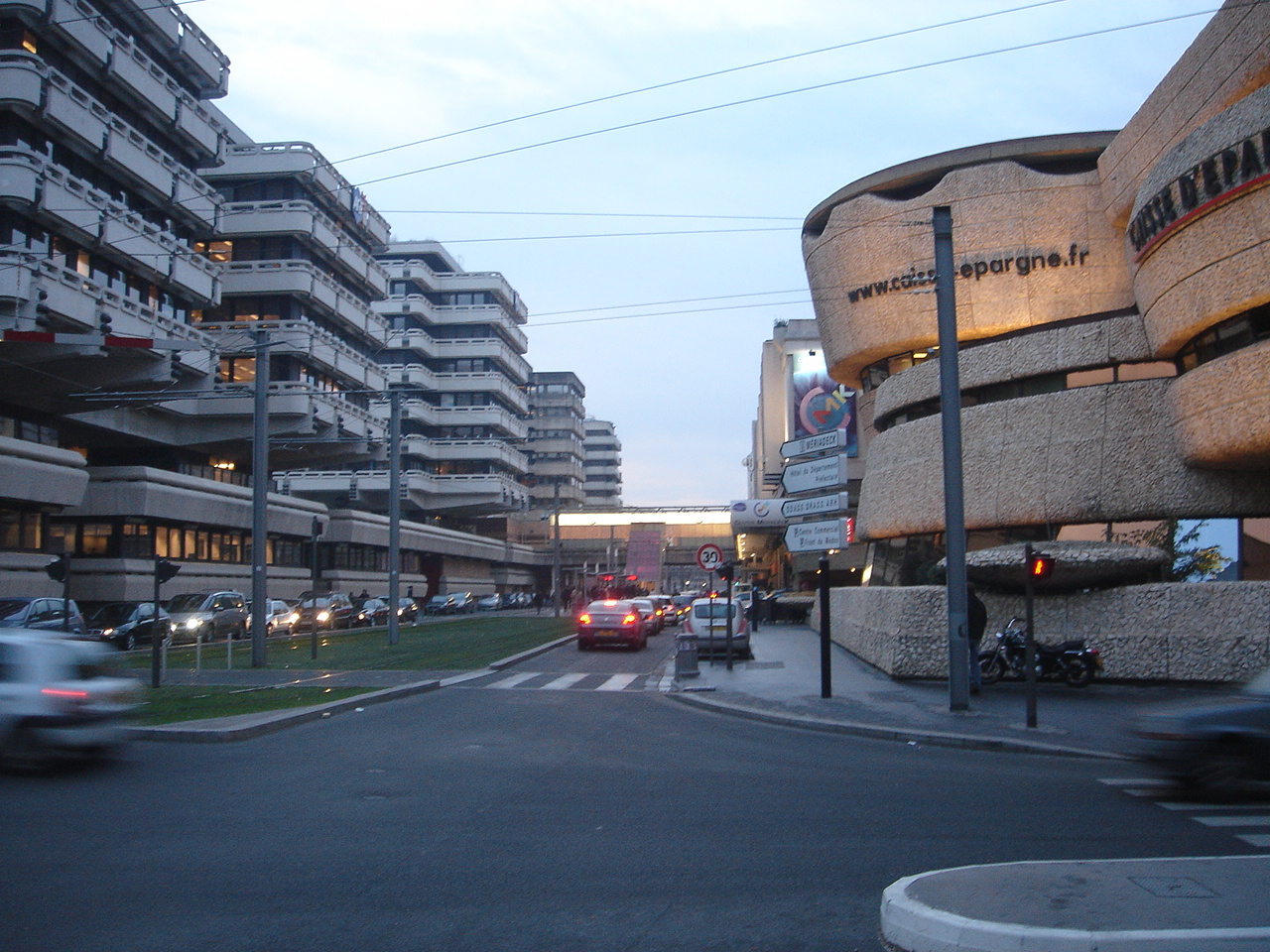
Barrio Mériadeck.
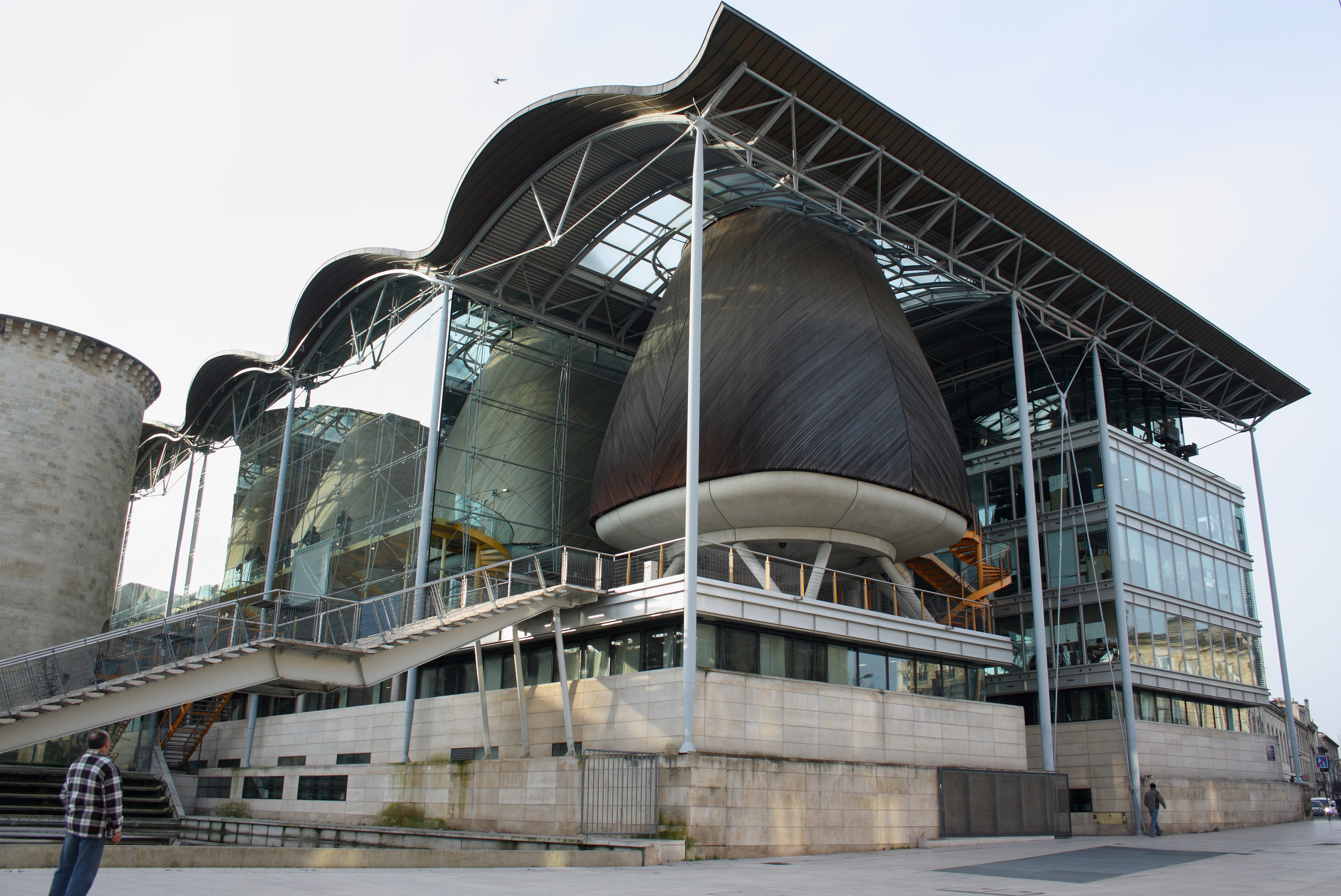
Tribunal civil.
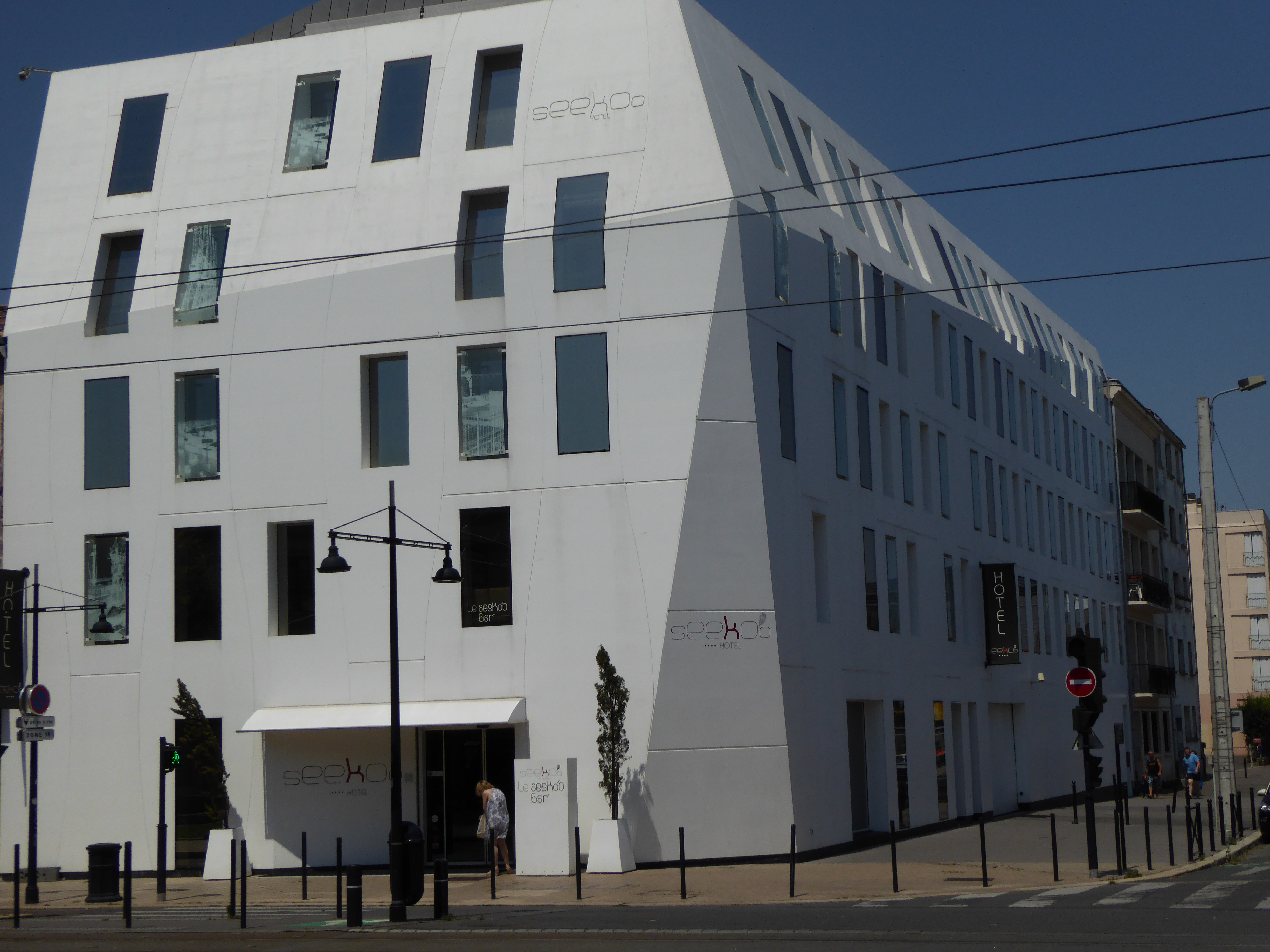
Hotel Seeko'o.
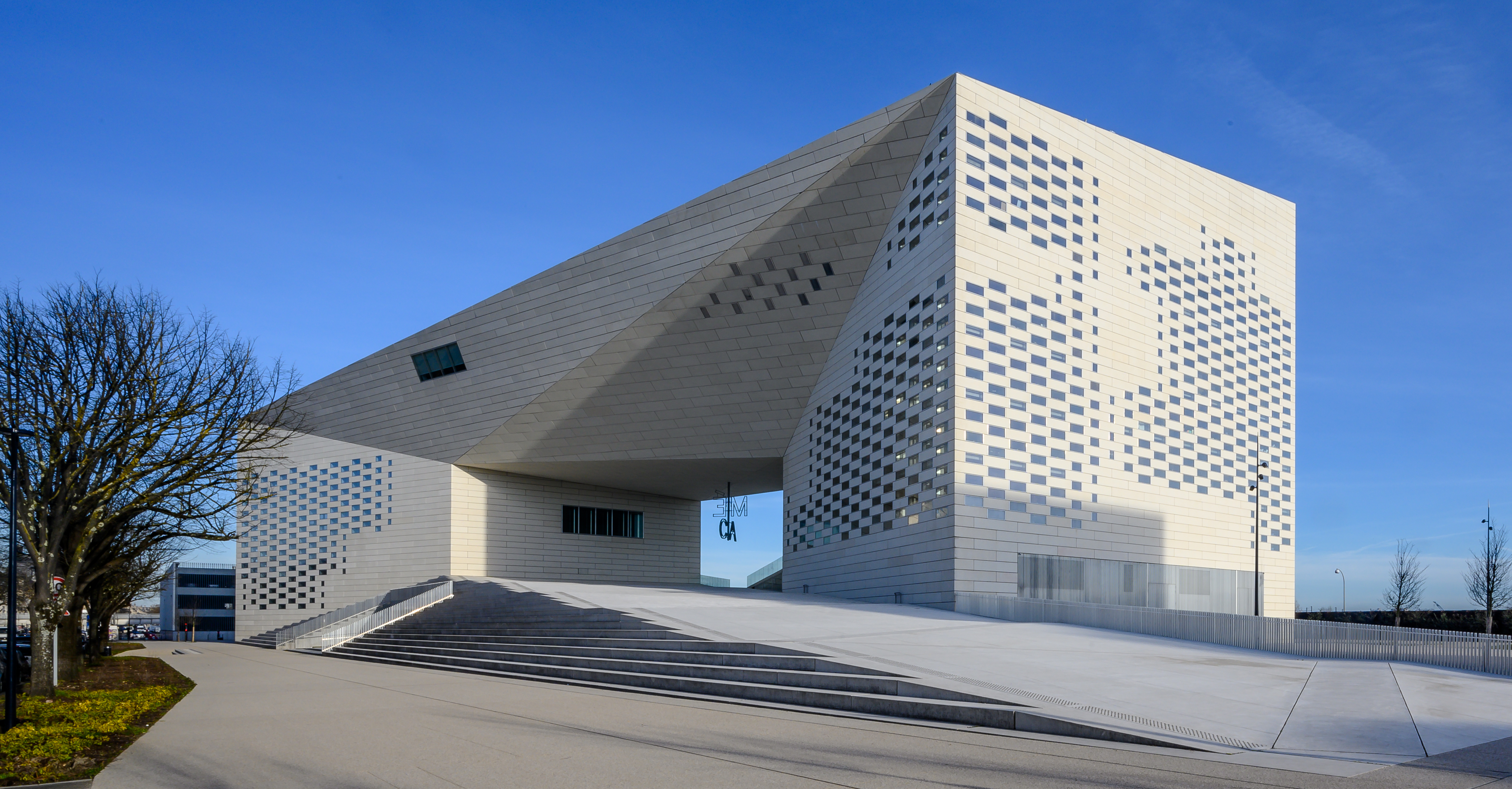
MECA.
Cité du Vin.

## Museos

Grecia sobre las ruinas de Missolonghi, cuadro de Eugène Delacroix en el Museo de Bellas Artes de Burdeos.

- El Museo de Bellas Artes de Burdeos figura entre los más antiguos de Francia, lo que explica la amplitud y diversidad de sus colecciones, en especial para los siglos XIX y XX. Entre los depósitos del Estado figuran algunas telas mayores como L’Embarquement de la duchesse d’Angoulême de Gros, la Chasse au Lion de Delacroix o el Rolla de Gervex. Se encuentran igualmente destacadas pinturas de Rubens, Veronés, Tiziano, Van Dyck, Corot, Bouguereau, Gérôme, Matisse, Dufy, Redon o Picasso.

- El Museo de Aquitania es el museo de historia de Burdeos y su región, de la prehistoria hasta el siglo XXI. Heredó colecciones del antiguo Museo lapidario creado hacia 1783 por la Academia de Burdeos a petición del intendente Dupré de Saint-Maur a fin de reunir los vestigios romanos aparecidos por las reformas urbanísticas del siglo XVI y, principalmente, en el XVIII. Desde 1962 ha evolucionado a ser un museo de historia, arqueología y etnografía regionales: vestigios de la época prehistórica, antigüedades romanas y paleocristianas de la ciudad de Burdigalia, colecciones medievales, etnográficas etcétera. Acoge igualmente colecciones del antiguo Museo Goupil, conservatorio de la imagen industrial.[19] En 2009, el museo ha abierto salas dedicadas al XVIII, los intercambios atlánticos, la trata de negros y de la esclavitud.[20]

- El Museo de Artes decorativas y del Diseño se aloja en el hôtel de Lalande. Edificado en 1779 por el arquitecto bordelés Étienne Laclotte para el parlamentario Pierre de Raymond de Lalande, abriga ricas colecciones de artes decorativas francesas y particularmente bordelesas desde el siglo XVIII y XIX, así como colecciones de pinturas, grabados, miniaturas, esculturas, mobiliario, cerámica, cristalería, vidriado, orfebrería, entre otras.

- El Museo de historia natural de Burdeos está instalado en una casa del siglo XVIII en el parque público de Burdeos. Realiza exposiciones temáticas que sirven para destacar los especímenes de sus colecciones permanentes.
- El CAPC Museo de Arte Contemporáneo, con un millar de obras de 140 artistas, en un antiguo almacén del siglo xix.
- El Museo nacional de las aduanas, situado en la antigua sala del despacho, en el hotel des las aduanas, plaza de la Bolsa.

- El Museo del vino y del negocio.

- La Cité du vin de Burdeos (Museo del Vino).

- El Museo del Mar y la Marina de Burdeos (Musée Mer Marine), inaugurado en 2019.

- El Centro de Interpretación de la Arquitectura y del Patrimonio,[21] exposición gratuita para descubrirás la historia de Burdeos, las diferentes etapas de su desarrollo y sus proyectos urbanos.

- Les Bassins des Lumières, museo de arte digital e inmersivo situado en unas inmensas naves que fueron una base de submarinos durante la Segunda Guerra Mundial.[22]

Otros museos destacados son el Centro nacional Jean Moulin de documentación sobre la Segunda Guerra Mundial, el Museo de etnografía de la Universidad Burdeos II, especialmente atento a África, Asia y Oceanía, el Museo de los Compagnons, sobre la historia del movimiento obrero en la región, el Museo Goupil, que conserva los fondos de estampas, fotografías y archivos de la Casa Goupil, una dinastía de editores de arte parisinos activa entre 1827 y 1920. El Museo de telecomunicaciones completa esta oferta cultural. Aún se pueden agregar el Conservador del aire y el espacio de Aquitania (CAEA).

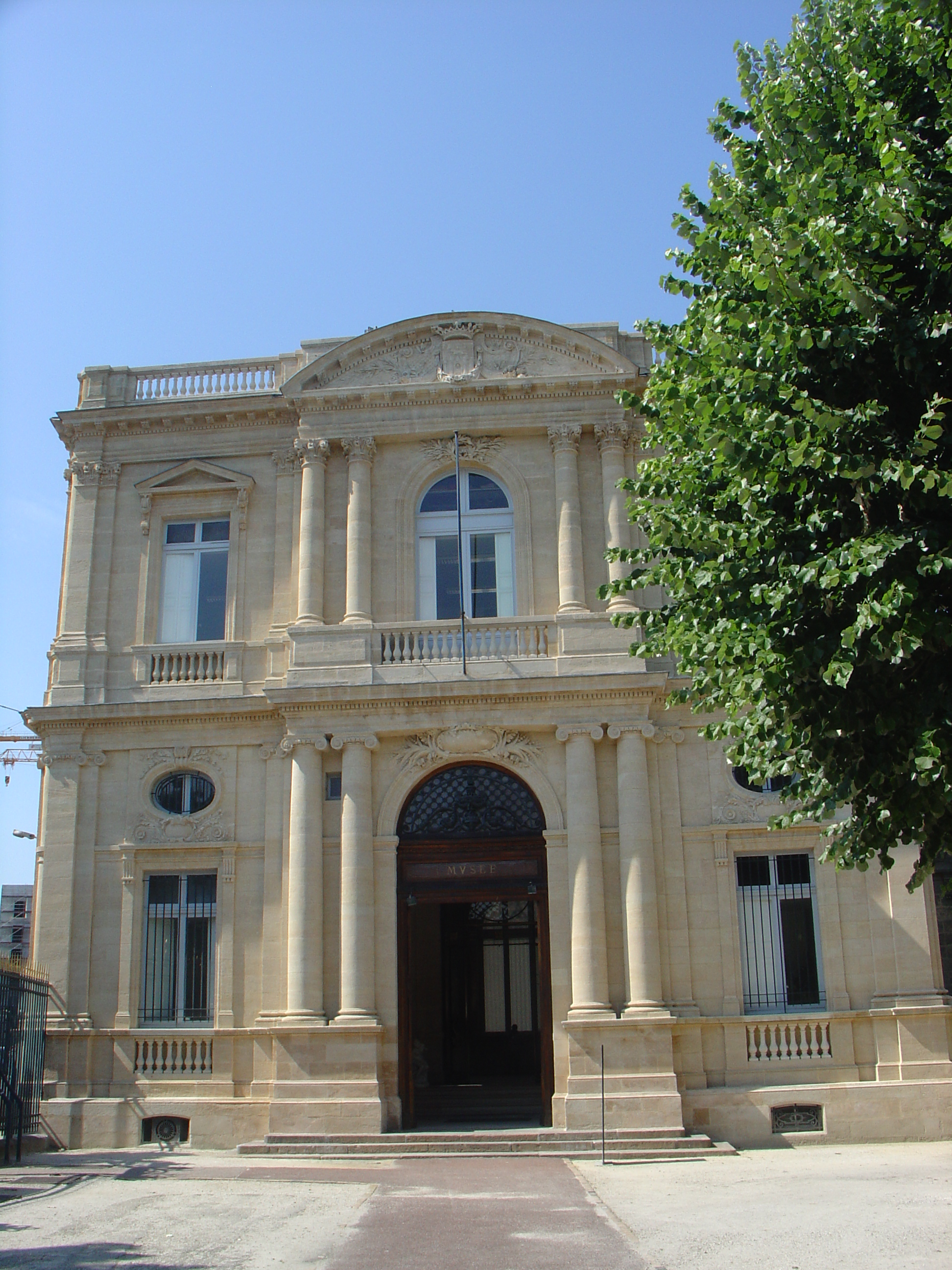
Museo de Bellas Artes de Burdeos
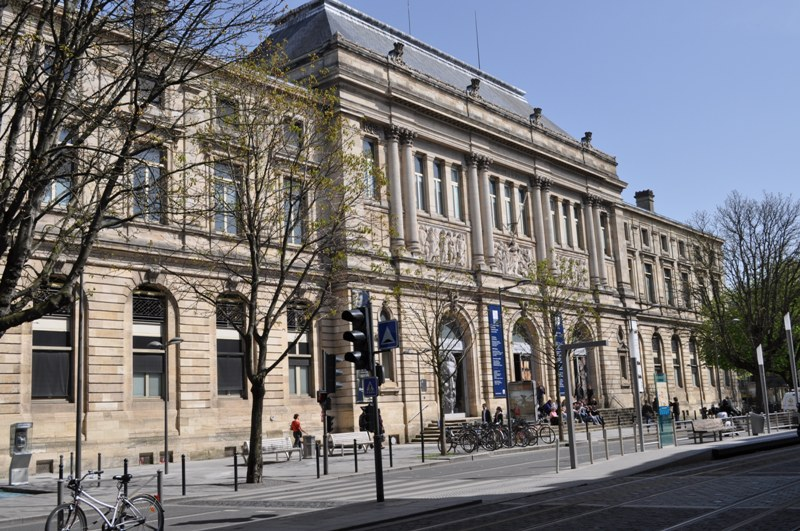
Museo de Aquitania
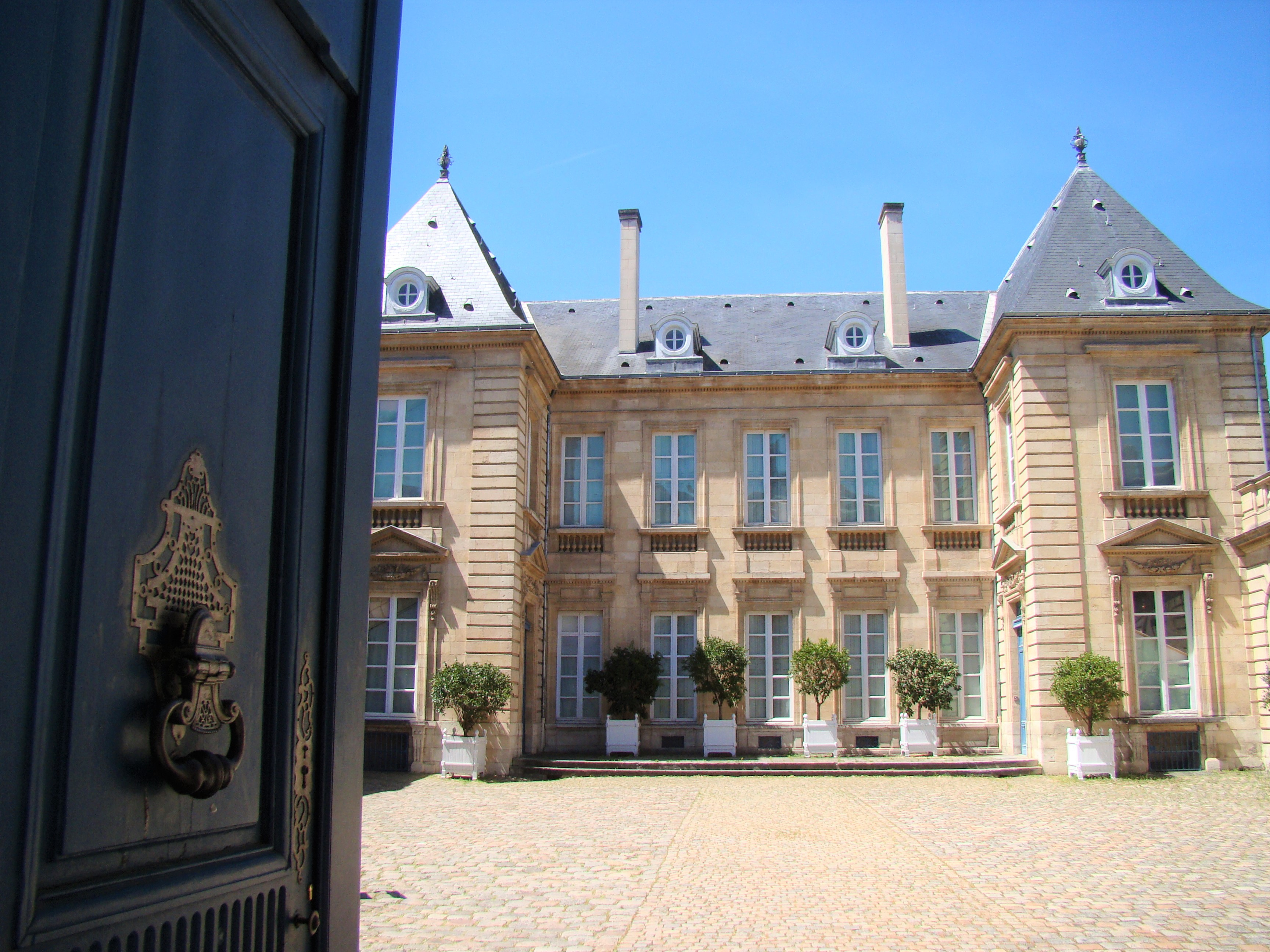
Museo de Artes decorativas y del Diseño
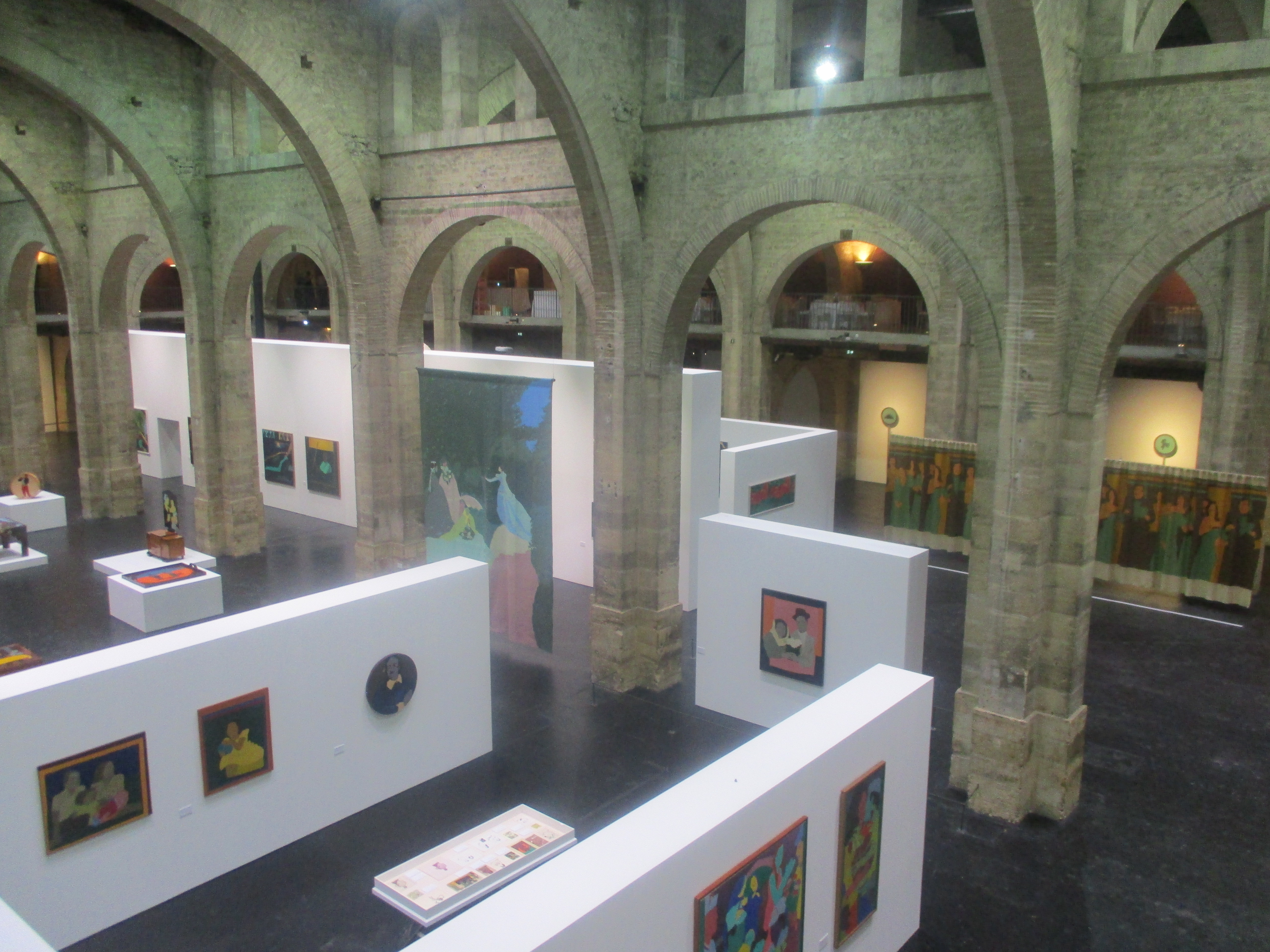
CAPC musée de Arte contemporáneo
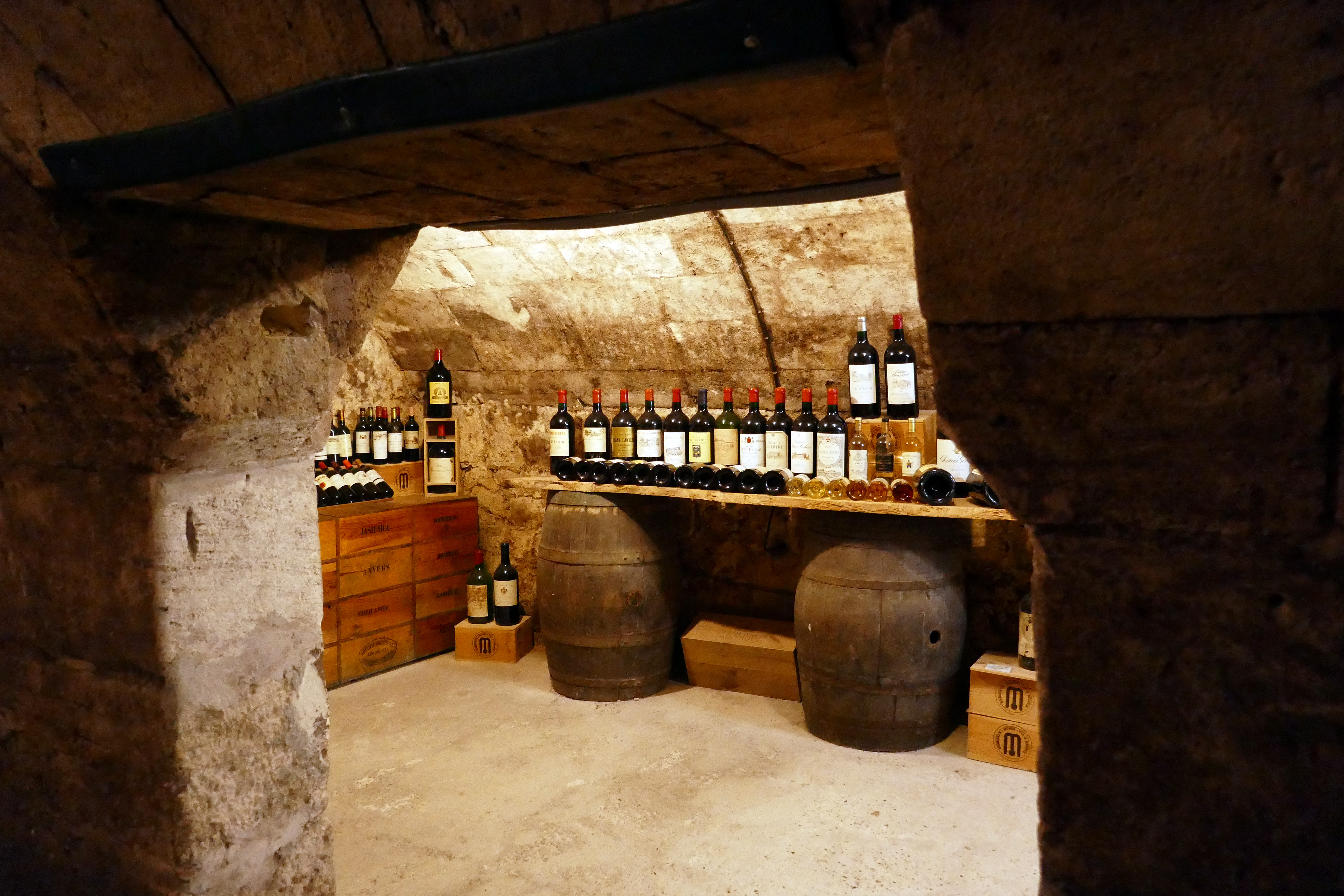
Museo del vino y del negocio
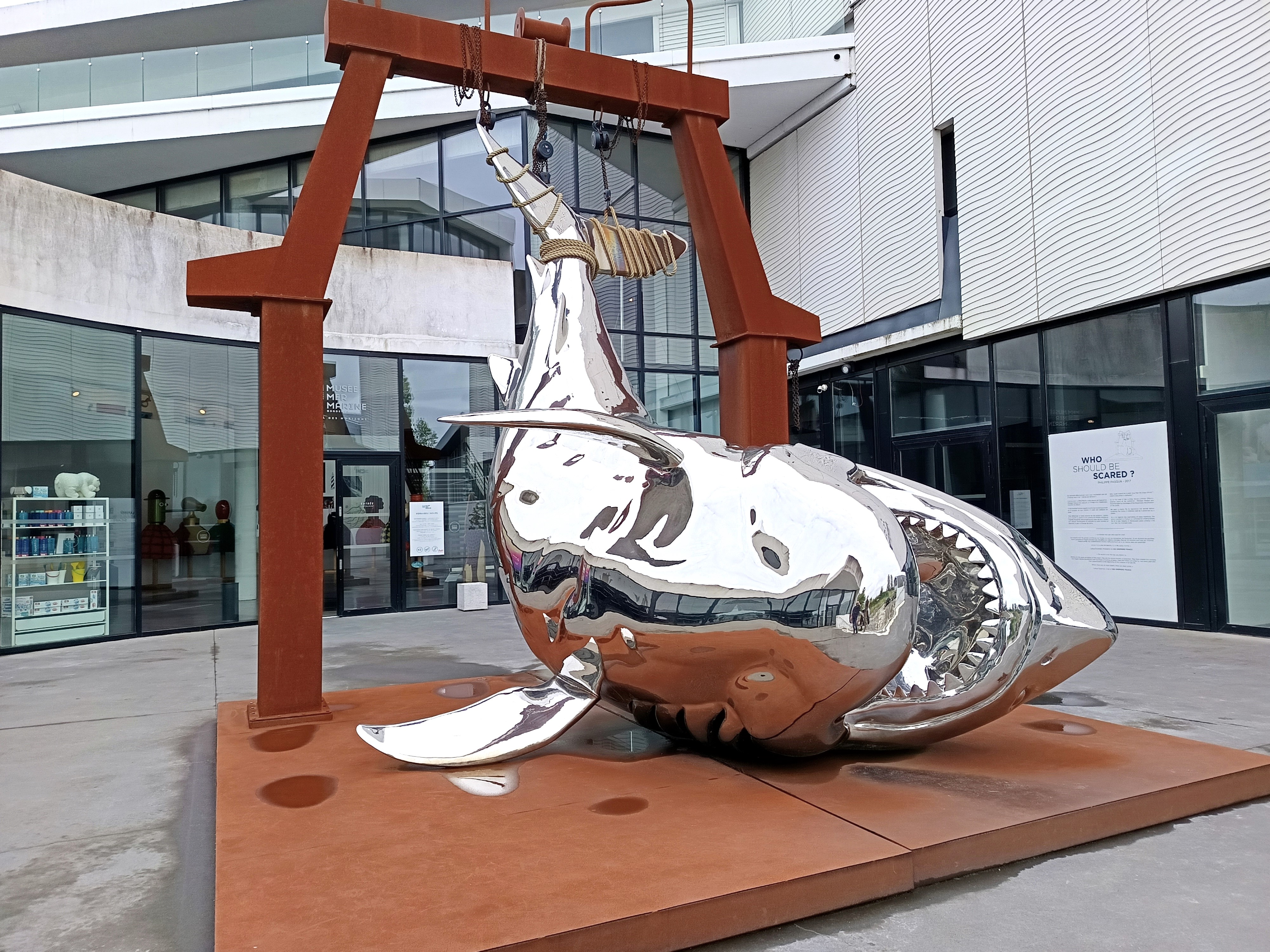
Museo Mar Marina

## Parques y jardines

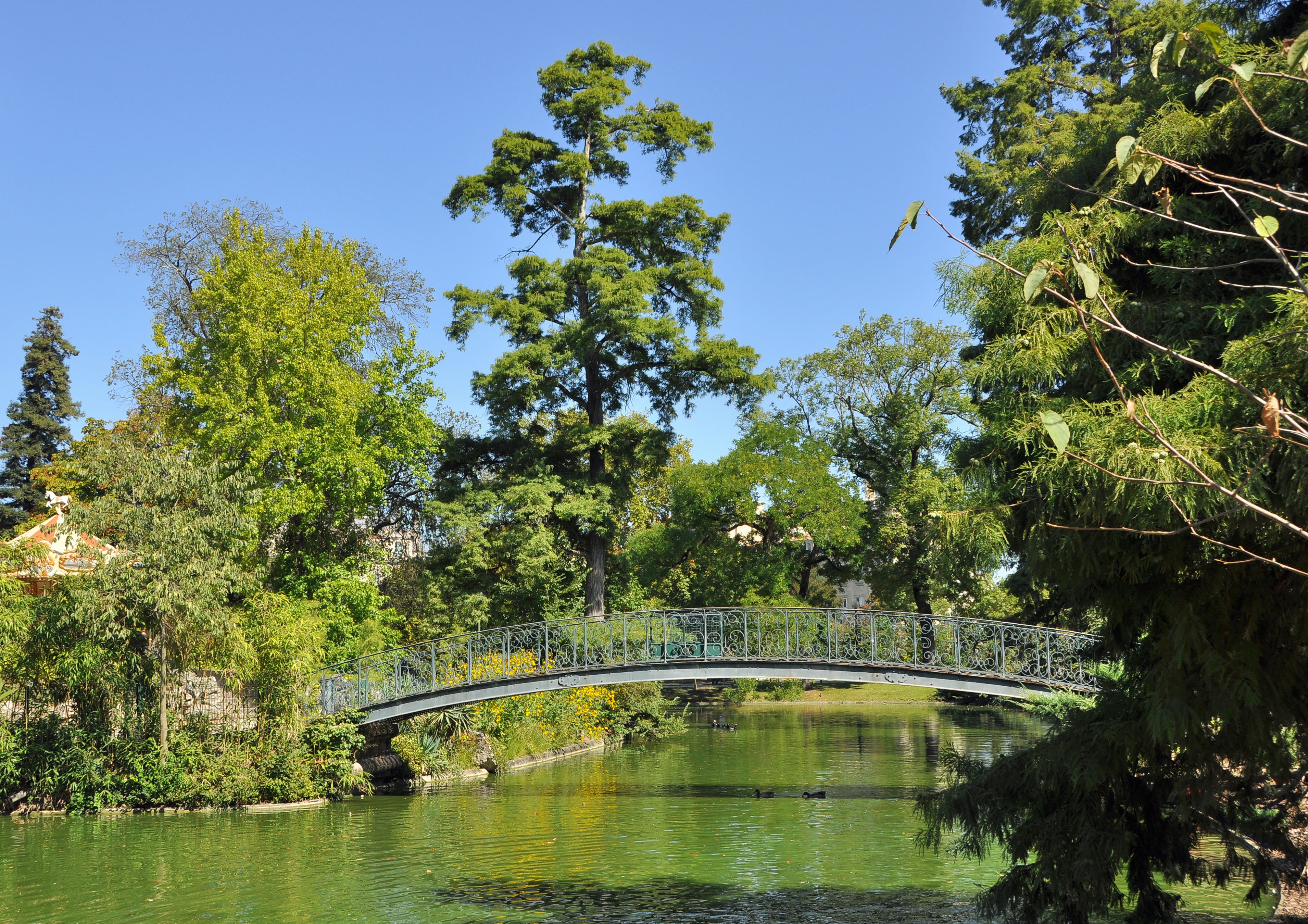
Jardín público
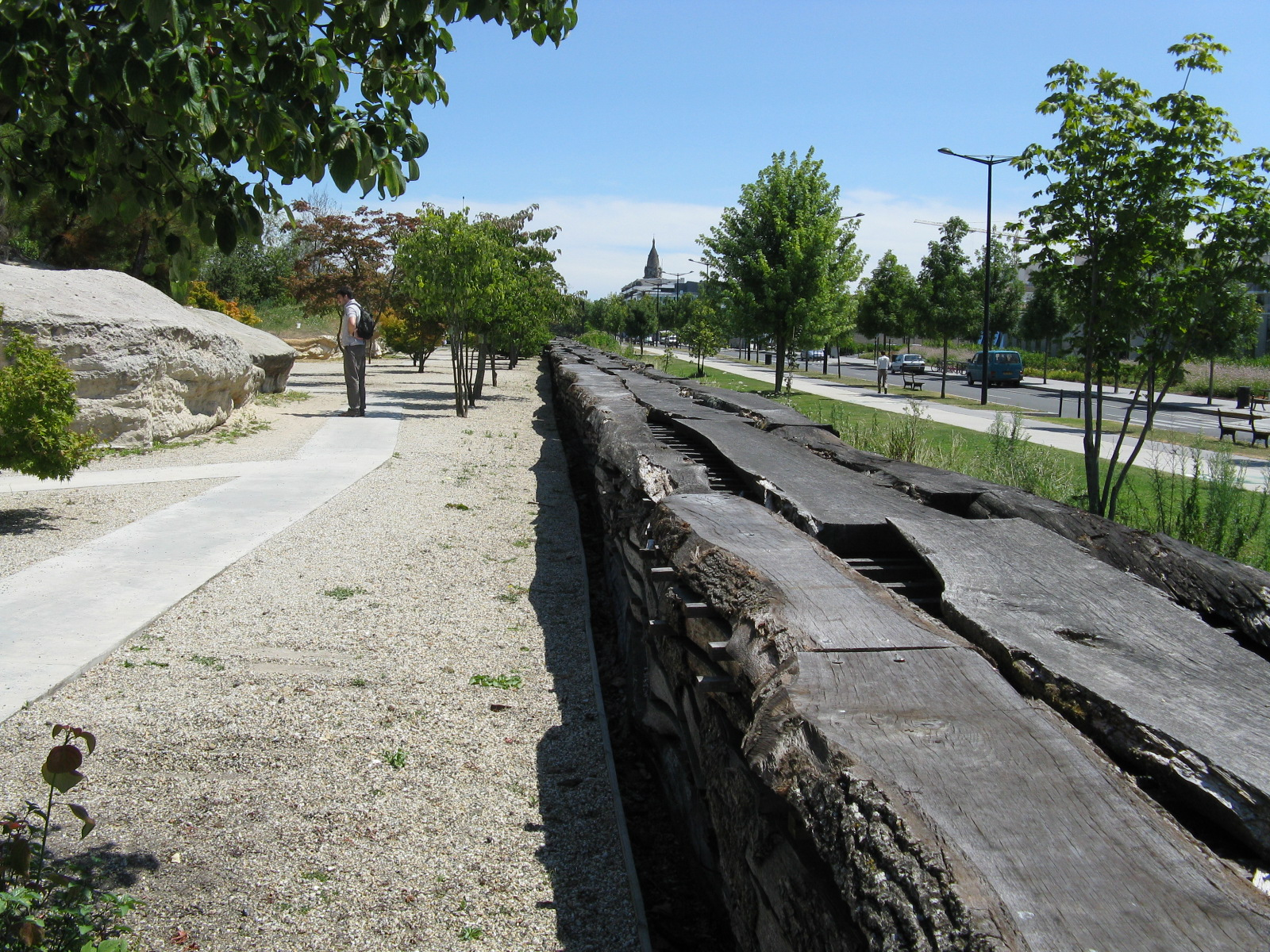
Jardín botánico
- Parque bordelés
- Parque de angélicas
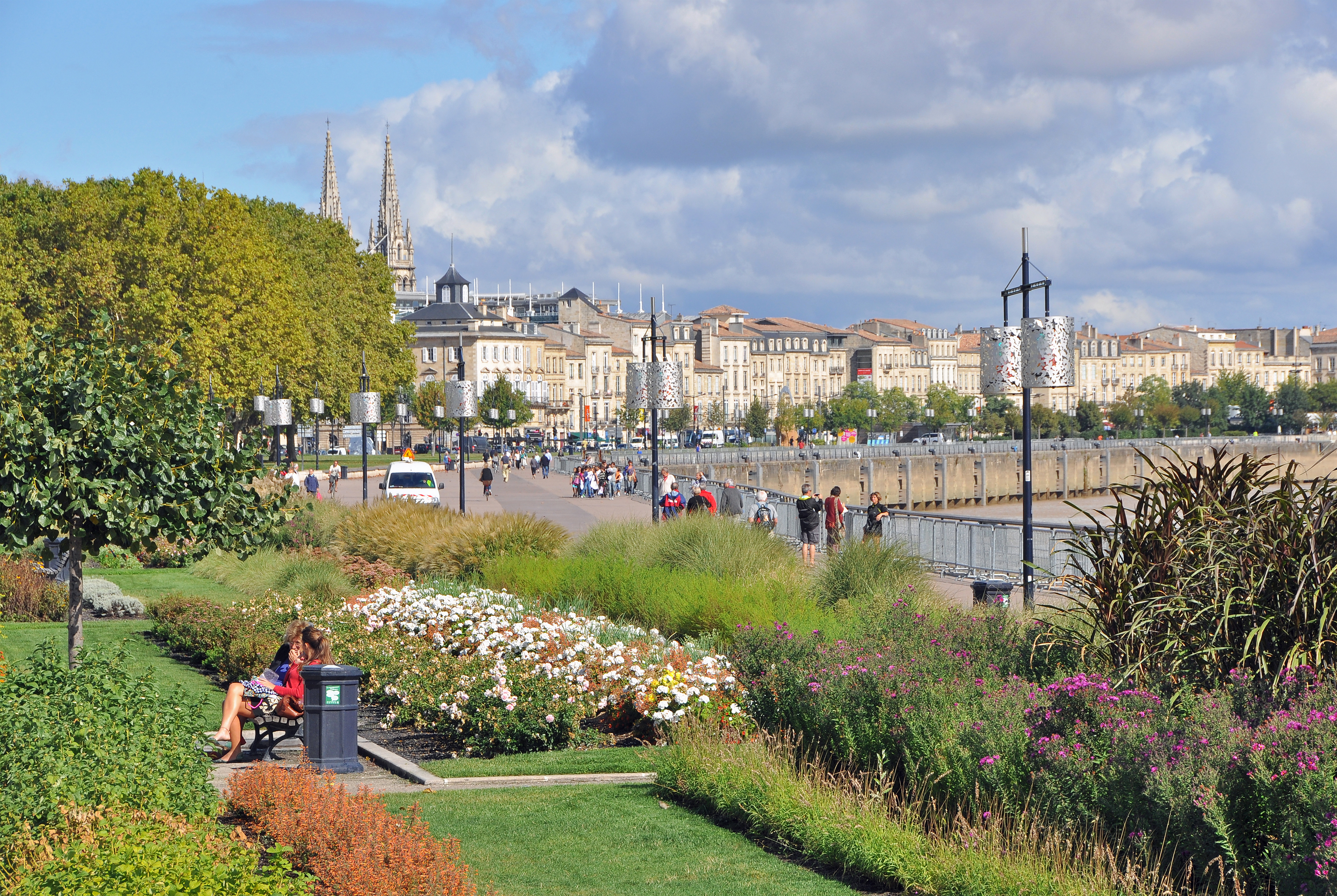
Jardín de las luces
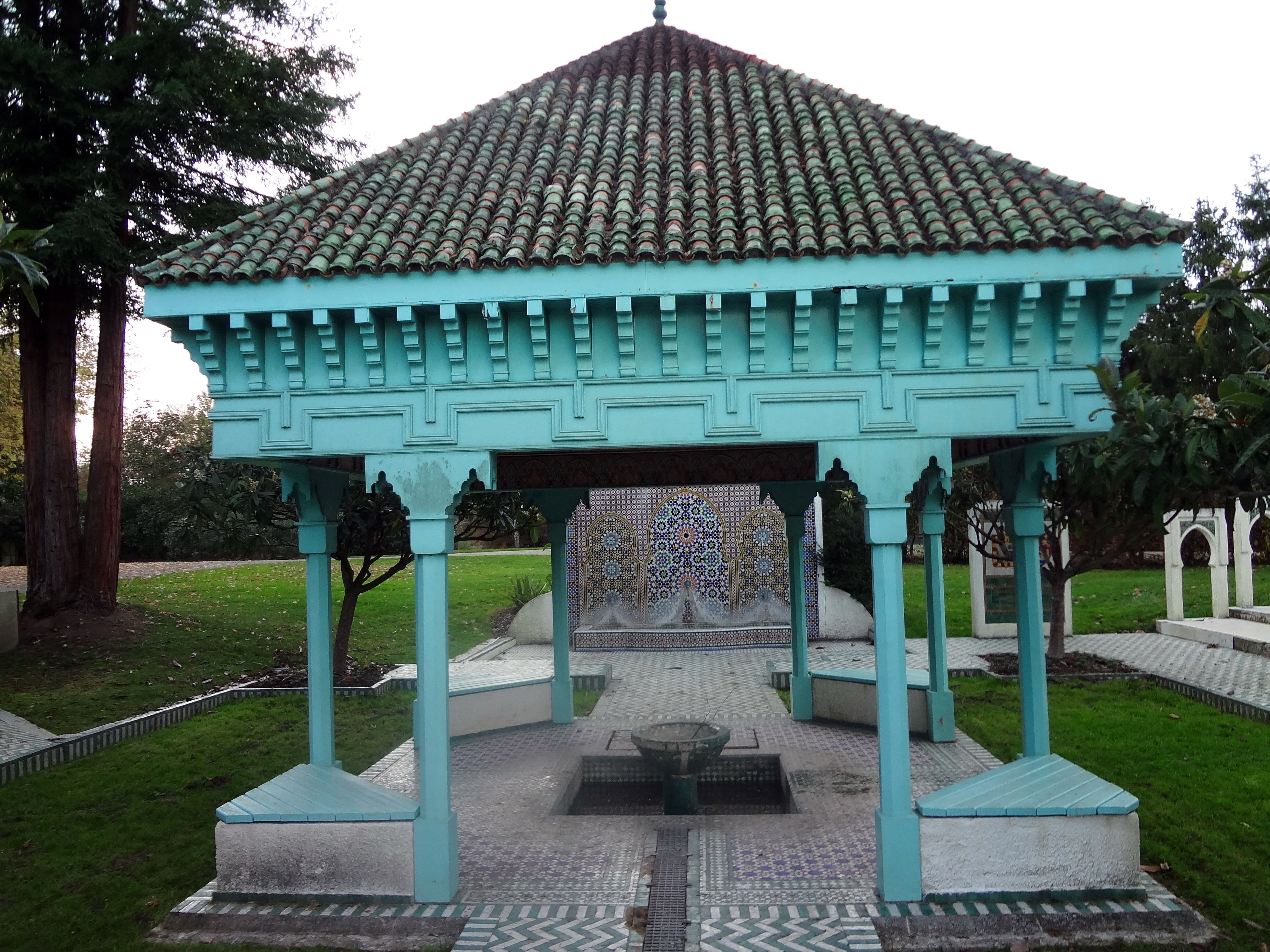
Parque floral, pabellón de Casablanca

- Parque Rivière
- Parque floral
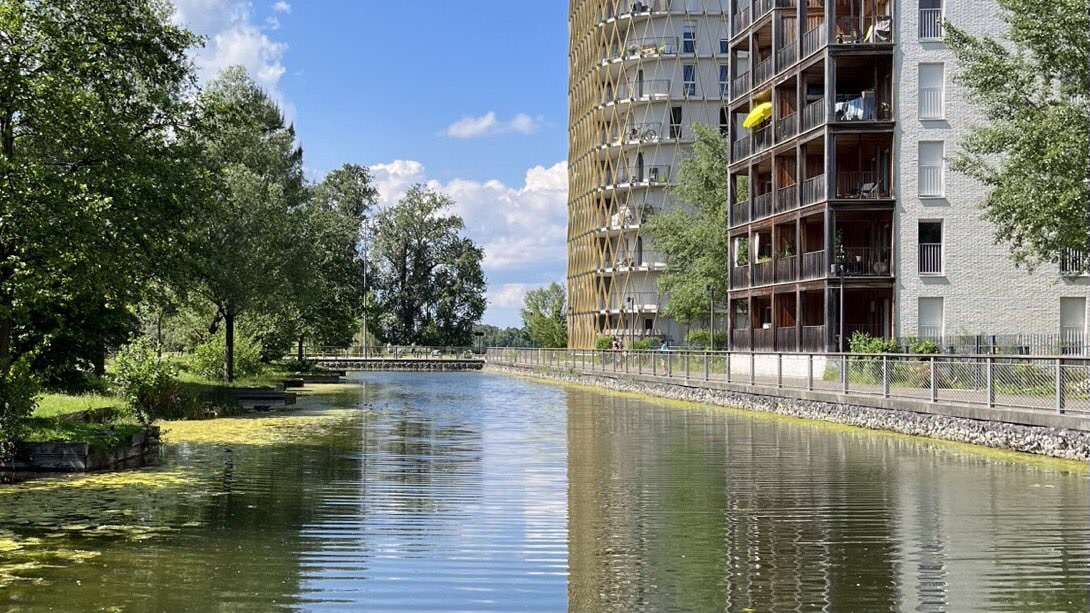
Parque Eugène & Denis Bühler

- Jardín público
- Jardín botánico
- Jardín de las Luces
- Parque floral, pabellón de Casablanca
- Parque Eugène & Denis Bühler

## Viticultura

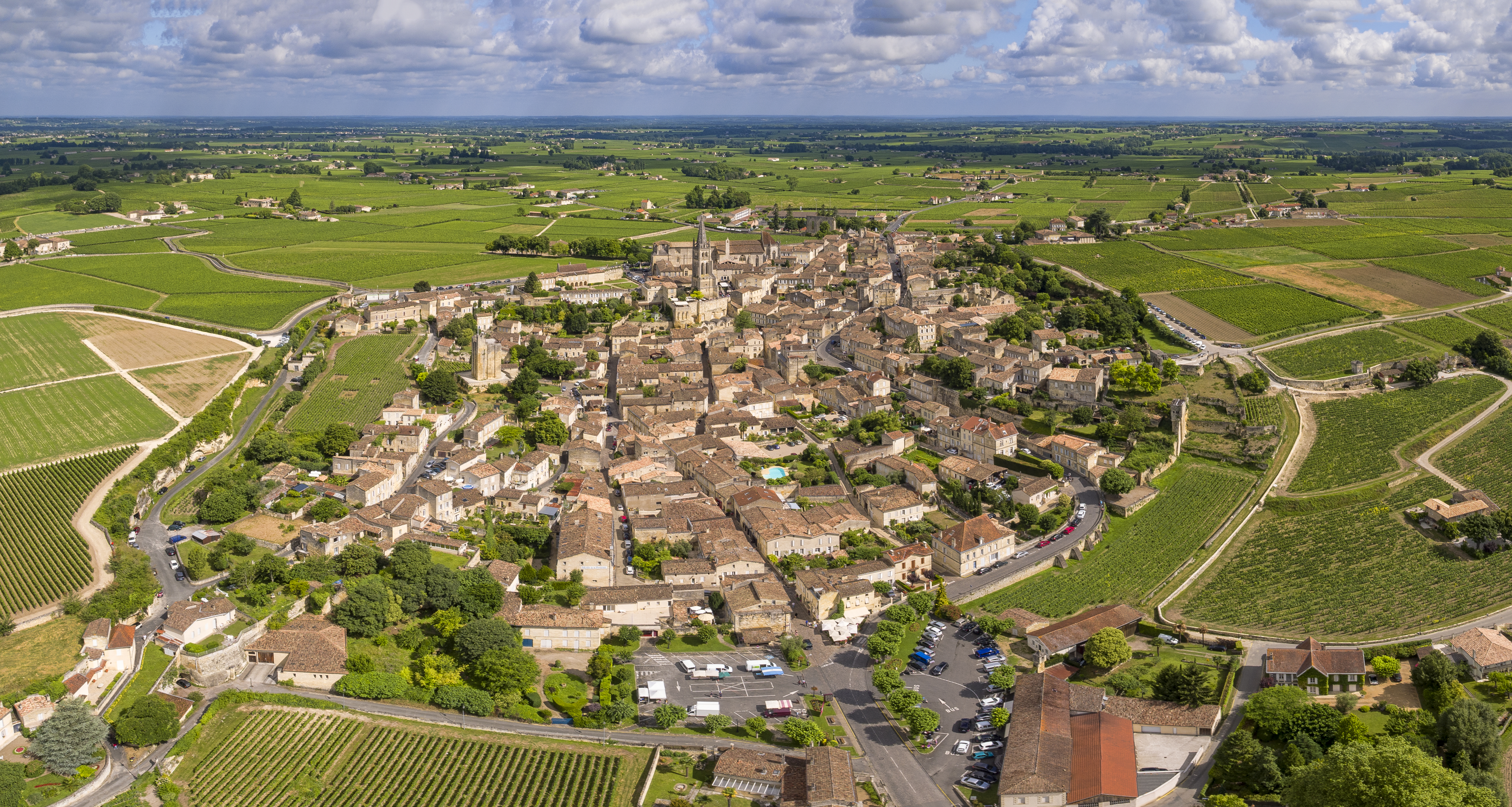
Vista aérea de Saint-Émilion.

La región de Burdeos acoge a los productores de vino más prestigiosos del mundo. Tanto los tintos como los blancos se elaboran aquí. Existen alrededor de 14 000 productores de vino, 117 514 ha de viñedos, 400 comerciantes y un volumen de negocio de 14 500 millones de euros.
La Academia de Vino de Burdeos fue fundada en 1948 por la iniciativa de un grupo de personalidades vinculadas al negocio de la viticultura bordelesa. Se compone de cuarenta académicos entre los cuales cuentan prioritariamente los propietarios de las vendimias más prestigiosas de la región y también dos académicos franceses, escritores, artistas, científicos y universitarios. Se compone también de miembros asociados que agrupan en torno a ciento diez castillos que producen el más alto grado de calidad, así como comerciantes y agentes que son su prolongación.
El Burdeos tinto, que se denomina "Claret" o "Clairet" en Inglaterra, se elabora generalmente a partir de una mezcla de uvas, como Cabernet Sauvignon, Cabernet Franc, Merlot, Petit Verdot y Malbec. El vino blanco se elabora a partir de Sauvignon Blanc, semillón y Muscadelle.
La región vinícola de Burdeos está dividida en dos subregiones, incluidas Saint Émilion, Pomerol, Médoc y Graves. Los cinco vinos tintos premier cru (cuatro desde Médoc y una, Château Haut-Brion, desde Graves), instituidos por la Clasificación oficial de vinos de Burdeos de 1855 están entre los más buscados y caros del mundo:
- Château Lafite Rothschild
- Château Margaux
- Château Latour
- Château Haut-Brion
- Château Mouton Rothschild

Sauternes es una subregión de Graves, famosa por sus vinos dulces blancos de intensa dulzura, como el Château d'Yquem.

## Morfología urbana

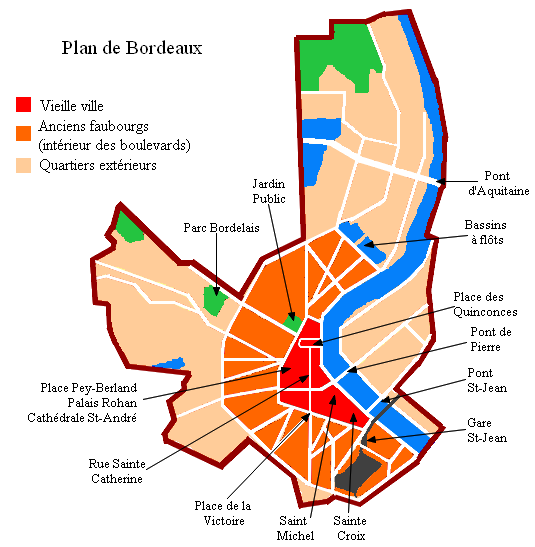
Mapa de Burdeos

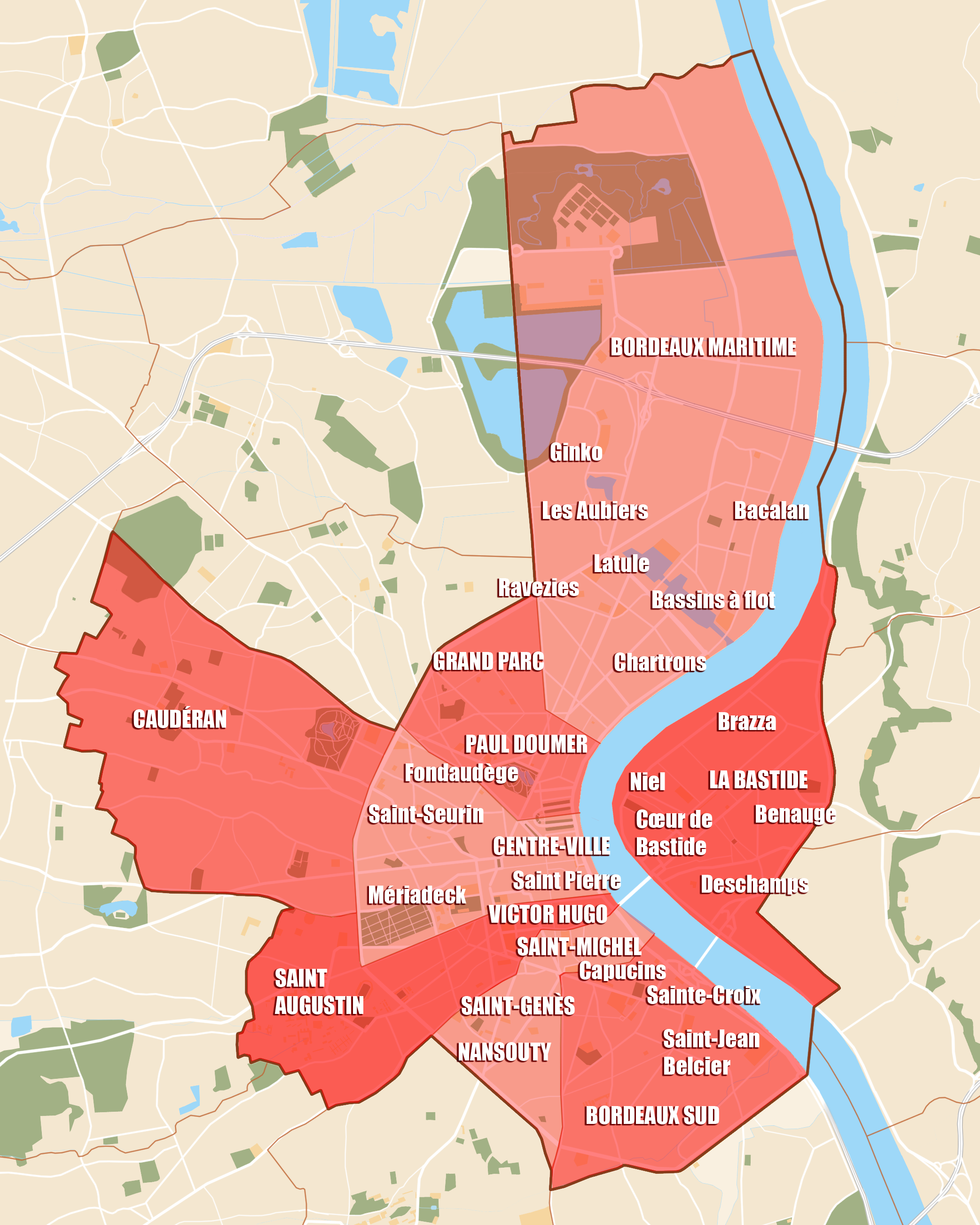
Barrios de la ciudad de Burdeos

La ciudad de Burdeos está dividida en ocho cantones. Los cantones de 1 a 6 están situados en la margen izquierda del río Garona, bordeándolo. El séptimo se corresponde con la Bastide en la margen derecha. Por último, el octavo cantón se corresponde con el barrio Caudéran. Esta división puramente administrativa y sin ninguna base histórica hace que los habitantes se identifiquen más con su correspondiente barrio que con su cantón.
En 1995, la municipalidad de Burdeos dividió la ciudad en doce barrios administrativos para poner en funcionamiento los consejos de barrios. Estos consejos permiten una mejor conexión entre los ciudadanos y las autoridades, así como un tratamiento más eficaz de los problemas locales. Una gran parte de los doce barrios de Burdeos son barrios históricos ya que existen desde el año 56 a. C., cuando la ciudad fue fundada por los romanos.
Estos doce barrios son:
- Quartier du Lac
- Quartier de Bacalan
- Quartier Grand-Parc - Chartrons - Paul Doumer
- Quartier de la Bastide
- Quartier Hôtel de Ville - Quinconces - St-Pierre - St-Éloi
- Quartier St-Seurin - Fondaudège
- Quartier de Caudéran
- Quartier St-Augustin - Quintin-Loucheur - Tondu
- Quartier St-Bruno - St-Victor - Mériadeck
- Quartier Capucins - Victoire - St-Michel - Ste-Croix
- Quartier Nansouty - St-Genès - Simiot - Barrière de Toulouse
- Quartier St-Jean - Belcier - Carle Vernet - Albert 1.er - Sacré-Cœur

La ciudad puede ser dividida en tres partes:
- la ciudad antigua de Burdeos
- los barrios históricos
- los barrios modernos

## Enseñanza superior
Burdeos es la sexta ciudad universitaria de Francia después de París, Lyon, Toulouse, Lille y Marsella. La ciudad acoge a más de 75 000 estudiantes en sus universidades y escuelas superiores, una gran parte de estos se concentran en el campus universitario Talence Pessac Gradignan, el más extenso de Europa (235 hectáreas).

### Universidades
- Université Bordeaux I

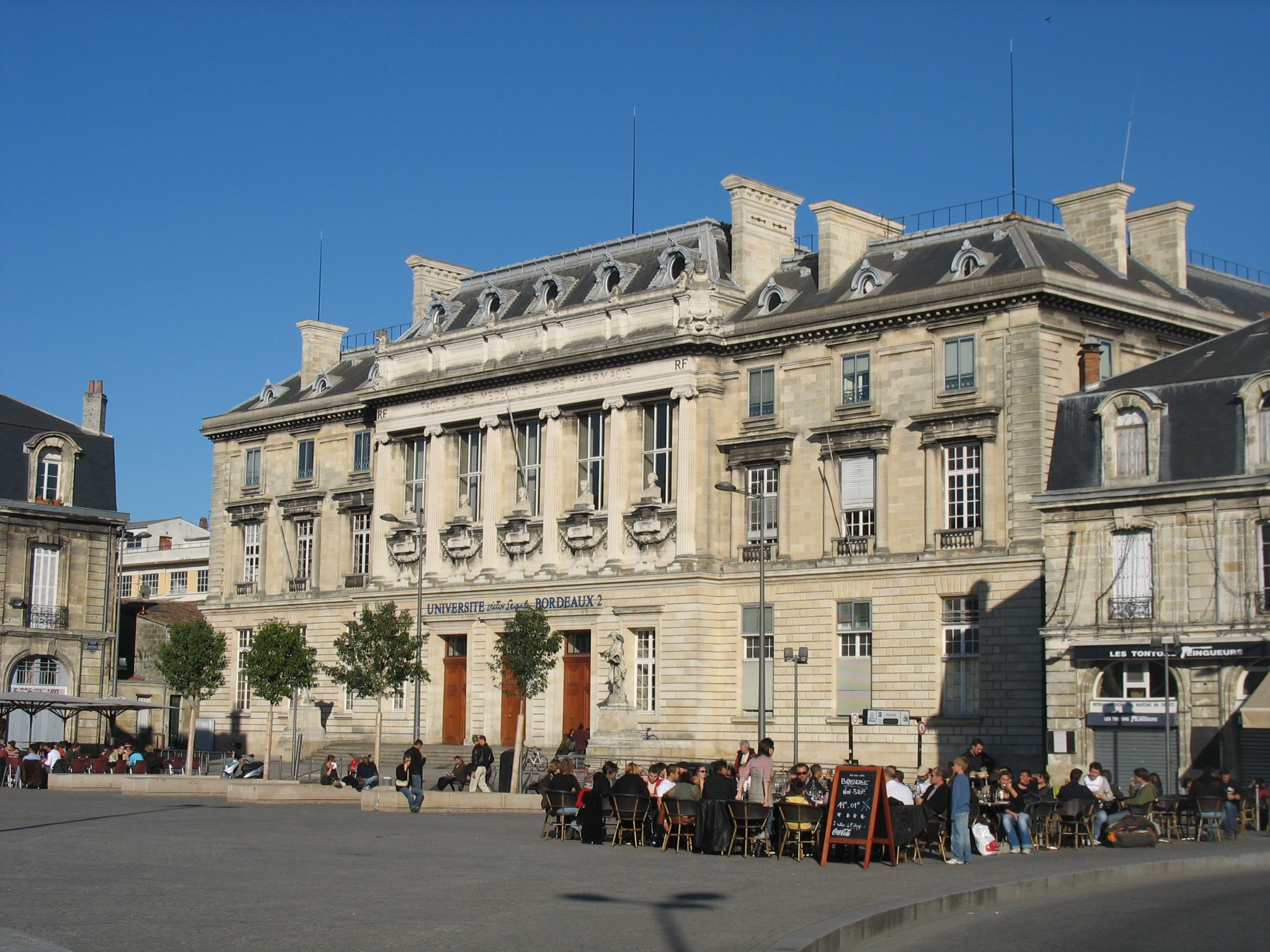
Universidad Bordeaux II, antigua facultad de farmacia

- Université Bordeaux II Victor Segalen
- Université Bordeaux III Michel de Montaigne
- Université Bordeaux IV Montesquieu

### Establecimientos de enseñanza superior
- École nationale de la magistrature.École nationale de la magistrature

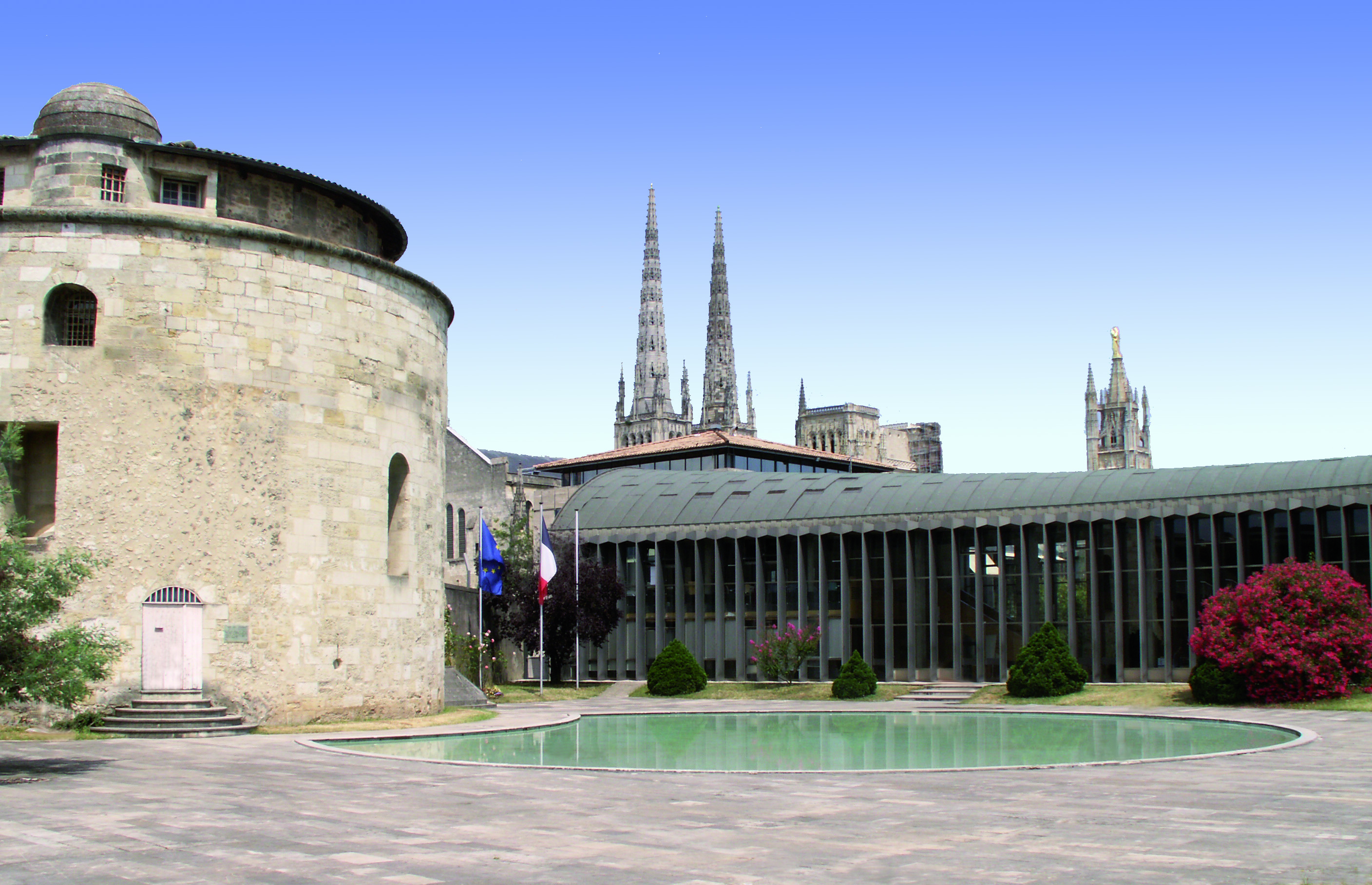
École nationale de la magistrature.

- Institut polytechnique de Bordeaux. Es un grand établissement compuesto por cuatro escuelas de ingenieros.
  - École nationale supérieure de cognitique
  - École nationale supérieure de chimie, de biologie et de physique
  - École nationale supérieure d'électronique, informatique, télécommunications, mathématiques et mécanique de Bordeaux
  - École nationale supérieure de technologie des biomolécules de Bordeaux
- École nationale d'ingénieurs des travaux agricoles de Bordeaux
- École nationale supérieure d'arts et métiers
- École spéciale de mécanique et d'électricité
- Bordeaux école de management
- Institut des hautes études économiques et commerciales
- École de commerce européenne
- Institut Régional du Travail Social d'Aquitaine (IRTSA)
- Institut de Maintenance Aéronautique (UFR Bordeaux 1)
- Institut d'études politiques de Bordeaux (Sciences Po Bordeaux)
- École du service de santé des armées de Bordeaux (Santé navale)
- Conservatoire National des Arts et Métiers d'Aquitaine (CNAM)
- École d'administration des affaires maritimes
- Institut supérieur européen de formation par l'action (ISEFAC)
- École d'architecture et de paysage de Bordeaux
- Institut de journalisme Bordeaux-Aquitaine (IJBA)
- Institut supérieur européen de gestion group
- École des nouvelles expressions multimédia (E-ARTSUP)
- École pour l'informatique et les nouvelles technologies (EPITECH)
- École privée des sciences informatiques (EPSI)
- École supérieure d’ingénierie informatique (ESII)
- École supérieure d'informatique (eXia)
- École supérieure d'informatique (Supinfo)
- École Française des Attachés de Presse et des professionnels de la communication (EFAP)
- École des beaux-arts de Bordeaux

## Deportes
| Equipo                | Deporte | Competición            | Estadio                 | Creación |
| --------------------- | ------- | ---------------------- | ----------------------- | -------- |
| Girondins de Burdeos  | Fútbol  | Championnat National 2 | Stade Matmut Atlantique | 1881     |
| Union Bordeaux Bègles | Rugby   | Top 14                 | Stade Chaban-Delmas     | 2006     |

En Burdeos se encuentran instalaciones deportivas de todo tipo. Pero el deporte más practicado y con mayor número de seguidores es el fútbol. Símbolo deportivo de la ciudad es el Girondins de Burdeos, equipo que ha sido seis veces campeón de la primera liga francesa, además es uno de los mejores clubes de toda Francia. En todo el sudoeste de Francia es también popular el rugby, el equipo local es el Union Bordeaux Bègles.
Burdeos es también sinónimo de competiciones ciclistas. La ciudad es etapa obligatoria del Tour de Francia y la llegada de los ciclistas a ella es superada en prestigio tan solo por la llegada a los campos Elíseos en París.[cita requerida] Por largo tiempo existió la carrera de un día Burdeos-París, en la que los cerca de 600 km entre las dos ciudades tenían que ser recorridos en un día. Era considerada como una de las pruebas más duras del ciclismo profesional.
Para las pruebas de ciclismo en pista, Burdeos cuenta con uno de los mejores velódromos de Francia, el Stadium de Bordeaux-Lac, razón por la cual la ciudad ha sido sede por dos veces del campeonato mundial de ciclismo en pista, en 1998 y 2006.
Dada la cercanía de la ciudad con la costa atlántica, es un punto de partida para los surfistas, quienes disfrutan de ideales condiciones en la Costa de Plata. En Lacanau se celebran competiciones internacionales cada año de cierto renombre.

## Transporte público

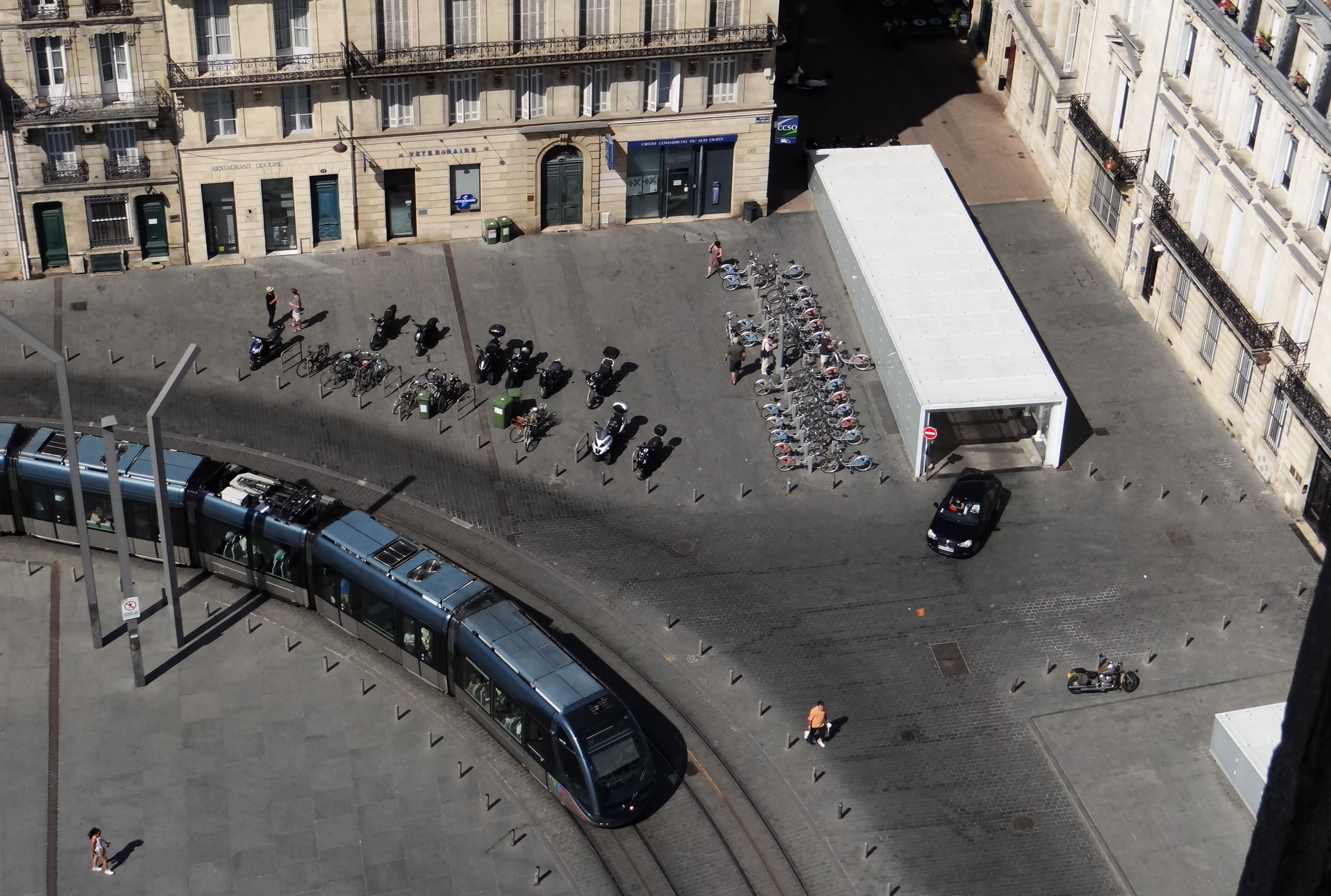
Tranvía de Burdeos y bicicletas

Burdeos y su aglomeración (la Comunidad Urbana de Burdeos) poseen una importante red de transporte público. El conjunto está agrupado bajo la denominación Tram et Bus de la CUB.
La red se compone de:
- 4 líneas del tranvía de Burdeos: A, B, C y D.
- 76 líneas de autobús (normales y exprés), la mayor parte de ellas con trasbordo al tranvía.
- 14 líneas de autobús nocturno
- Una línea eléctrica
- Servicio Créabus de autobús según demanda

Estos servicios cubre 27 municipios de la Comunidad Urbana de Burdeos de 5 h a 1 h.

### Tranvía

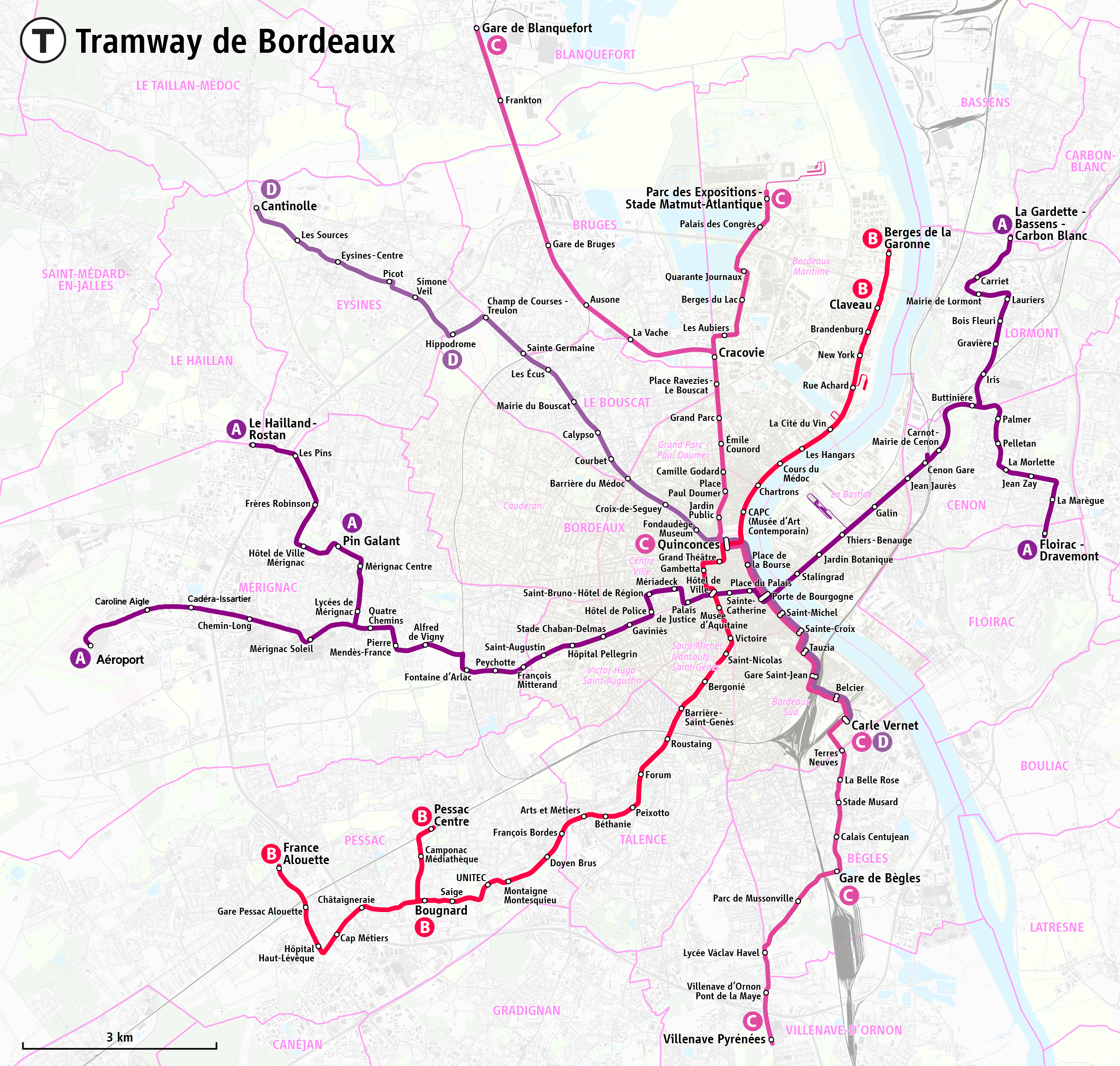
Plano del tranvía de Burdeos

La creación de un metro en Burdeos fue anunciada en 1986 pero los estudios mostraron que este medio no era apto para la ciudad de Burdeos y que su construcción sería muy costosa. Después de haber abandonado un proyecto de tipo VAL, Burdeos se dotó de una red de tranvía, inaugurada el 21 de diciembre de 2003. Este tranvía tiene como particularidad utilizar el sistema APS, que permite no tener que instalar el hilo aéreo de contacto en los barrios históricos.
A finales de 2008 se termina la segunda fase de la construcción. Actualmente se estudia y discute lanzar una tercera fase con extensiones de las líneas actuales y la creación de una quinta línea.

### Transporte en bicicleta
Desde junio de 2001, la municipalidad de Burdeos puso en función en el conjunto de la aglomeración un sistema de bicicletas compartidas (VCUB), 1545 bicicletas son puestas a disposición en 139 estaciones de las cuales 99 están en el corazón de la ciudad, o sea una cada 300 metros.
Un día sin coche, «el domingo de Bordeaux», se lleva a cabo el primer domingo del mes en el centro de la ciudad.

## Ciudades hermanadas y acuerdos de cooperación[27]
Ciudades hermanadas
- 1947: Bristol (Inglaterra)
- 1956: Lima (Perú)
- 1962: Ciudad de Quebec (Canadá)
- 1964: Múnich (Alemania)
- 1964: Los Ángeles (Estados Unidos)
- 1978: Oporto (Portugal)
- 1982: Fukuoka (Japón)
- 1984: Madrid (España)
- 1984: Ashdod (Israel)
- 1988: Casablanca (Marruecos)
- 1992: San Petersburgo (Rusia)
- 1993: Riga (Letonia)
- 1993: Cracovia (Polonia)
- 1998: Wuhan (China)
- 2000: Bilbao (España)
- 2003: Orán (Argelia)
- 2007: Ramala (Palestina)
- 2015: Manaos (Brasil)
- 2019: Bogotá (Colombia)

Acuerdos de cooperación y asociación
- 1999: Bamako (Mali)
- 2005: Uagadugú (Burkina Faso)